# ロンドン・ブライトン・アンド・サウス・コースト鉄道
ロンドン・ブライトン・アンド・サウス・コースト鉄道（ロンドン・ブライトン・アンド・サウス・コーストてつどう、英語: London, Brighton and South Coast Railway、略称：LB&SCR）は1846年から1922年まで存在したイギリスの鉄道事業者。ロンドンを頂点にサセックス海岸地域を底辺とし、サリーの大部分を含んだ三角形状の地域をカバーしていた。またその西側にはポーツマスへの代替ルートを提供していたロンドン・アンド・サウス・ウェスタン鉄道（L&SWR）、東側にはベクスヒル、セント・レオナーズ、ヘイスティングスへの代替ルートを提供するサウス・イースタン鉄道（後のサウス・イースタン・アンド・チャタム鉄道（SE&CR））が走っていた。LB&SCRは主にロンドンから南海岸のマリンリゾートであるブライトン、イーストボーン、ワージング、リトルハンプトン、ボグナー・リージスや、港町であるニューヘイブン、ショアハム＝バイ＝シーへの直通ルートを提供していた。また、内陸にあるチチェスター、ホーシャム、イースト・グリンステッド、ルイスに加え、クロイドン、タンブリッジ・ウェルズ、ドーキング、ギルフォードなどへも路線を展開した。ロンドン側では、ロンドン・ブリッジ駅とヴィクトリア駅を起点とする複雑な郊外・外周部の路線網と、ロンドンを横断する2つの路線が共有されていた。
会社が設立されたのは1846年で、1923年には両隣にあったL&SWR、SE&CRと合併してサザン鉄道が設立された。

## 会社の起源
1846年7月に出された法律によって設立された同社は以下5つの鉄道会社の合併によって設立された。
- ロンドン・アンド・クロイドン鉄道（以下、クロイドン鉄道）：1836年設立、1839年開業
- ロンドン・アンド・ブライトン鉄道（以下、ブライトン鉄道）：1837年設立、1841年開業
- ブライトン・アンド・チチェスター鉄道（英語版）：1844年設立、1845年から46年にかけて順次開業
- ブライトン・ルイス・アンド・ヘイスティングス鉄道：1844年設立、1846年6月開業
- クロイドン・アンド・エプソム鉄道（英語版）：1844年設立、開業前に合併

なお実際にはブライトン・アンド・チチェスター、ブライトン・ルイス・アンド・ヘイスティングスの2社は1845年時点でブライトン鉄道に買収されており、クロイドン・アンド・エプソムの株式の大部分はクロイドン鉄道が保有していたため、合併時点で独立した鉄道会社だったのはクロイドン鉄道、ブライトン鉄道の2社のみだった。
両者の取締役会はこの合併に反対していたが、投資の早期回収に不満を持った株主らによって合併が決められた。
その後合併したLB&SCRは1922年末まで76年存続し、1921年鉄道法によって定められたロンドン・アンド・サウス・ウェスタン鉄道、サウス・イースタン・アンド・チャタム鉄道との合併によりサザン鉄道が設立された。

### 会社設立時の路線網
会社が設立された1846年当時、同社は建設中のものを含めて約170マイル (274 km)の路線網を有しており、現在のブライトン本線、ウェスト・コーストウェイ線、イースト・コーストウェイ線とその支線によって構成されていた。
ブライトン本線は1841年に開業した路線で、ロンドン・ブリッジ駅を起点としていた。また、ロンドン・ブリッジ - コーベッツ・レーン（ニュー・クロス）間とクロイドン - レッドヒル間はサウス・イースタン鉄道と路線を共有していた。さらに合併当時はクロイドンからエプソム駅を結ぶサットン・アンド・モール・ヴァレー線、スリー・ブリッジズ駅 - ホーシャム駅間を結ぶアラン・ヴァレー線の建設工事が行われていた。
ウェスト・コーストウェイ線は1840年に開業したブライトン - ショアハム間の支線を起源とする路線であり、合併時にはチチェスターまで延伸がなされていた。またポーツマスへの延伸を目標としてハヴァントまでの延伸工事が行われていた。
イースト・コーストウェイ線はブライトンからルイス、セント・レオナーズへ至る路線で、その先のヘイスティングスまでサウス・イースタン鉄道に乗り入れていた。また路線全体が開通したのは合併の1ヶ月前で、その時点で既にニューヘイブン、イーストボーン、ヘイルシャムへの支線を有していた。また合併当時はブライトン本線からヘイワーズ・ヒース付近のキーマー信号場を通じてルイス駅へ至る短絡線の建設工事を行なっていた。

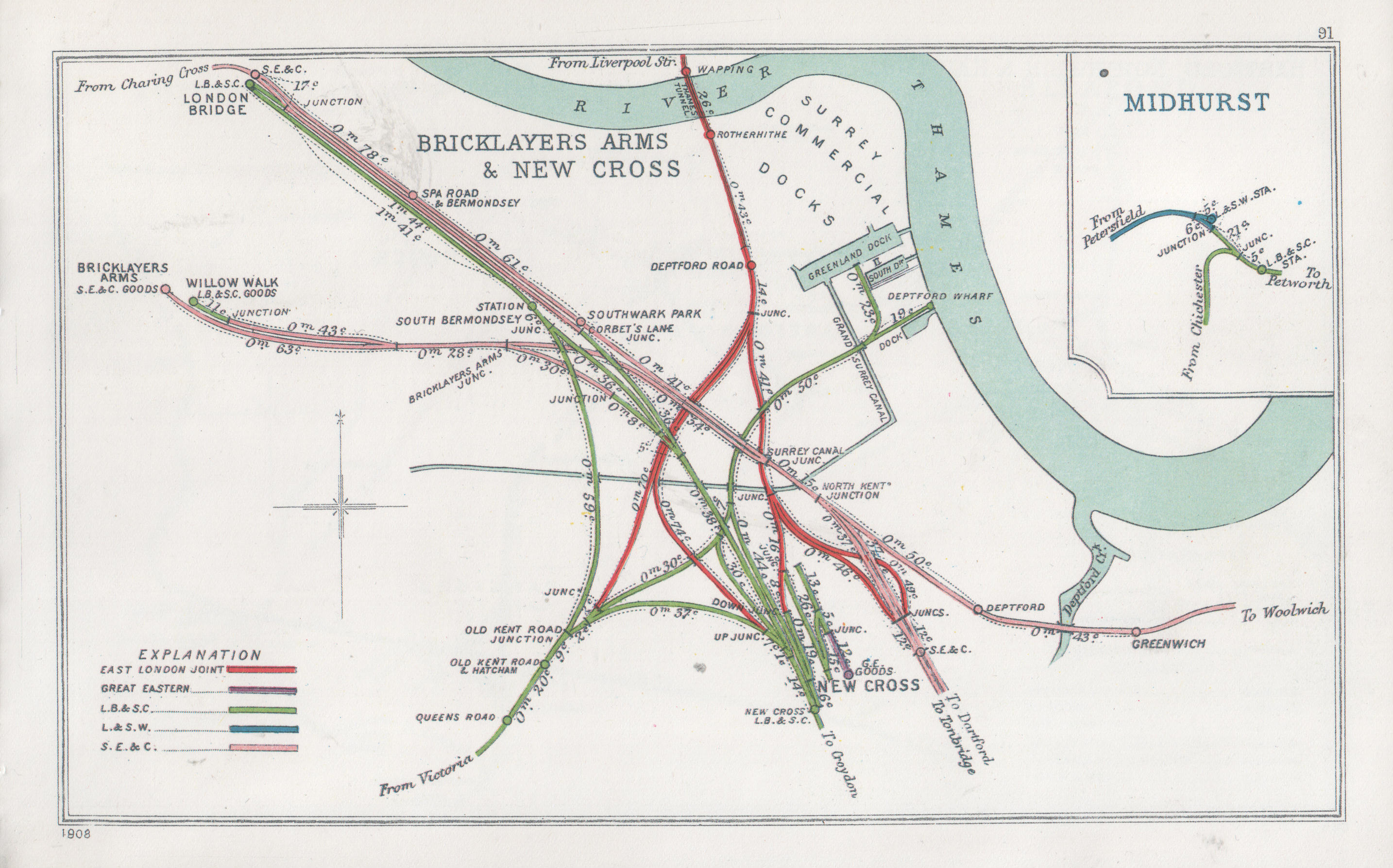
1908年当時のブラックレイヤーズ・アームズ、ロンドン・ブリッジ付近の路線図。LB&SCRの路線は緑色で示されている。

その他、合併直前に路線建設の許可が降りたニュー・クロスからデットフォード・ワーフへの路線は1849年7月に開業した。しかしこの路線で旅客運行をすると「ブライトン本線より東側で旅客運行をしない」というSERとの協定に反することになるため、貨物運行のみが行われた。また、サリー商業ドックからロザーハイズへの短い支線も1855年7月に開業した。

### ロンドン市内の駅
ロンドンにおける主要ターミナルはクロイドン鉄道が使用していたロンドン・ブリッジ駅である。この駅は1836年にロンドン・アンド・グリニッジ鉄道（以下、グリニッジ鉄道）が建設し、1842年にクロイドン鉄道の駅舎と交換された。合併から数年間はグリニッジ鉄道の線路を借りていたが、1849年に自社独自の高架橋を建設し独自のアクセス路線を確保した。
またクロイドン鉄道時代の経緯からサウス・イースタン鉄道のブリックレイヤーズ・アームズ駅も一部使用していた。しかしアクセスの悪さから1852年に旅客運航は中止され、貨物駅としてのみ存続した。
またクロイドンではブライトン鉄道が保有していたイースト・クロイドン駅、クロイドン鉄道が保有していたセントラル・クロイドン駅、ウェスト・クロイドン駅の合計3駅を引き継いだ。

### 大気圧鉄道
クロイドン鉄道は、ロンドンとエプソムの間で行う計画の第一段階として、クロイドンからフォレスト・ヒルまでの区間で大気圧鉄道の試験運行を行なっていた。しかし数々の技術的問題が発生した結果1847年5月に運行を中止した。しかしこの試験によって1849年にはロンドン・ブリッジまでの独自の路線を建設することができた。
L&CRは、クロイドンとフォレスト・ヒルの間で大気圏内運転を部分的に行っていた。しかし、数々の技術的問題が発生したため、LB&SCRは1847年5月に大気圏内運転を中止した。これにより、1849年にはロンドン・ブリッジに独自の路線を建設し、独自の駅を持つことができた。

## 歴史

### サウス・イースタン鉄道との路線交渉
会社は鉄道狂時代のバブル崩壊と同時に設立されたため、開業後数年間は既存の延伸工事をするのに精一杯でその他の路線拡張のための資金調達に非常に苦労した。また、レッドヒル駅やヘイスティングス駅、そしてロンドン・ブリッジ駅周辺でサウス・イースタン鉄道の路線に乗り入れていたため、同社との関係性にも苦労した。1849年10月、SERはノース・ダウンズ線を建設したレディング・ギルフォード・アンド・リーゲート鉄道（RG&RR）を買収し、LB&SCRはこれを自社領域への侵入と捉えた。一方でLB&SCRもブライトン鉄道時代にはなかったニュー・クロスからクロイドンまでの自社路線という武器を有していた。同年にLB&SCRは新しいチェアマンとしてサミュエル・レイングを招き入れ、SERとの間で両者の領域を明確に定めるための交渉を行なった。これにより同社はロンドン・ブリッジ駅やブリックレイヤーズ・アーム駅とその貨物駅、それにヘイスティングス駅へ無料で乗り入れる権利を手にした。一方でSERもニュー・クロスからクロイドンまでの区間を無料で通行する権利とその中間駅からの運賃収入を手にし、それと引き換えにブライトン、ホーシャム、チチェスター、ポーツマスへの路線建設を諦めた。

### 開業直後の延伸
1847年当時、ポーツマスの海軍造船所にはロンドンからフェアハム駅経由のロンドン・アンド・サウス・ウェスタン鉄道（L&SWR）ルートと、ハヴァント駅経由の旧ブライトン・アンド・チチェスター鉄道ルートという建設中の2路線が近くまで延伸してきていた。そのため両者はこの年、本土のコーシャム駅からポートシー島へ乗り入れ、ポーツマス・アンド・サウスシー駅まで至る路線を共有する契約を結んだ。しかし、この計画に海軍本部が反対したために造船所へ向けた延伸は中止され、LB&SCRは同年6月にチチェスター - ポーツマス間、L&SWRは翌年10月にフェアハム - ポーツマス間を開業させた。
1853年、ダイレクト・ポーツマス鉄道は後にL&SWRとLB&SCRに売却するため、ゴダルミングからハヴァントまでの路線建設許可を獲得した。この計画ではポーツマスへのより直接的なアクセスが期待されたが、ハヴァントからポーツシーまでの5マイル（8km）にわたりLB&SCRと相互乗り入れを行うことになっていた。LB&SCRはこの計画に反対したが、L&SWRは新会社と交渉し1858年12月に新ルートでの列車運行を開始した。これに対してLB&SCRは自社路線部分の使用を阻止しようとし、「ハヴァント紛争」と呼ばれる法廷闘争となった。その後1859年に判決が下され、1860年と62年の協定により両社の関係性が正式に定められた。
またチェアマンのレイングは、1855年7月にブライトン本線のスリー・ブリッジズからイースト・グリンステッドへの支線（スリー・ブリッジズ・タンブリッジ・ウェルズ線）建設を承認した。

#### クリスタル・パレス支線
役員の中には、1851年10月のロンドン万国博覧会 終了後の水晶宮移転を実現した企業と深い関わりを持つ者もいた。移転後に観光名所となった水晶宮へのアクセスを確保するためにLB&SCRはシデナム駅から新線を建設し、1854年6月に開通させた。またこの際には増加する乗客に対応するためロンドン・ブリッジ駅の拡張も行われた。この支線は大成功を収め、のべ1万人以上の乗客が毎日利用した。例えば1859年のある日には、11万2千人が水晶宮を鉄道で訪れ、そのうち7万人がロンドン・ブリッジから乗車した。

### 路線急拡大期（1856 - 1866）
チェアマンのサミュエル・レイングは政界入りのため1855年に辞任し、後任には銀行家のレオ・シュスターが就任した。彼は以前シデナム・ヒルに保有していた300エーカー（120ha）の土地を水晶宮の管理会社に売却している。シュスターは路線の急拡大路線をとり、ロンドン南部、サセックス、サリー東部に新線を建設した。これらの路線には、LB&SCRが自社資金で建設したものもあれば、町に鉄道網を誘致する目的で設立された地元企業の資金提供によって建設されたものもある。1860年に主任技師としてフレデリック・バニスターを招き入れると彼の路線拡大路線はさらに加速し、最終的には1857年から1865年までの8年間で全長177マイル (285 km)の路線が新設された。

#### ロンドン、ウェスト・エンド

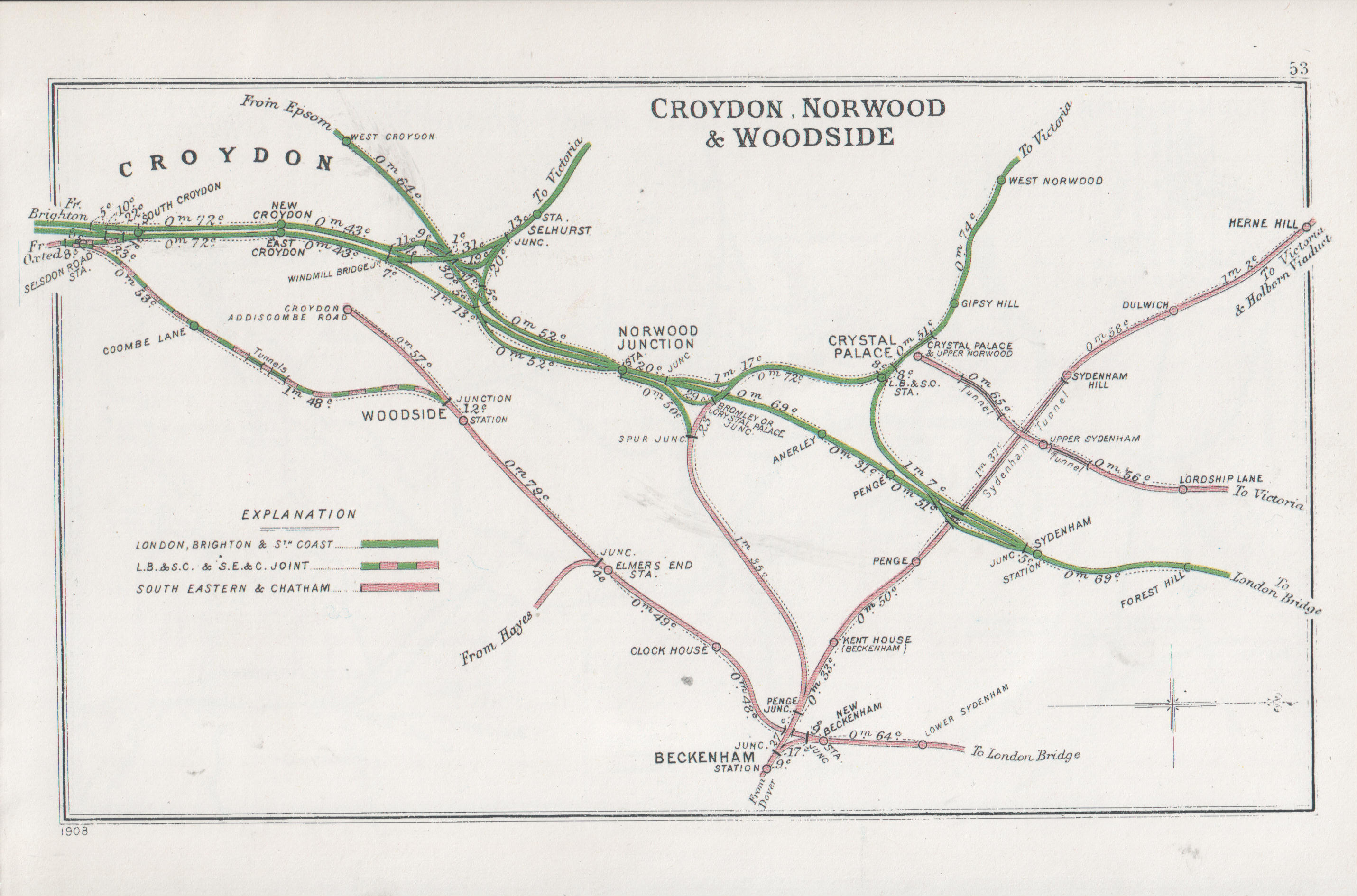
サウス・クロイドンからセルハーストまでの路線図

シュスターはウェスト・エンド・オブ・ロンドン・アンド・クリスタル・パレス鉄道（WEL&CPR）という独立企業を支援し、1856年に自社のクリスタル・パレス支線からワンズワースまで、1858年にはバタシーまで南ロンドンを大きく弧を描くように結ぶ路線を建設させた。路線が開通するとすぐにWEL&CPRから路線を借り受け、自社路線網に組み込んだ。
1858年から1860年にかけて、LB&SCRはイースト・ケント鉄道（後のロンドン・チャタム・アンド・ドーバー鉄道（LC&DR））、グレート・ウェスタン鉄道（GWR）、ロンドン・アンド・ノース・ウェスタン鉄道（LNWR）らとともに、ヴィクトリア・ステーション・アンド・ピムリコ鉄道会社（VS&PR）の大株主となった。この企業はバタシーでテムズ川に架かるグロヴナー橋とヴィクトリア駅への線路を建設した。この路線はクロイドン付近で本線から分岐し、ウェスト・エンドにある終着駅までの（回り道ではあるが）直接ルートとなった。WEL&CPR買収後、1861年から62年にかけてウインドミル・ブリッジ信号場とバラムを結ぶ短絡線が新設され、イースト・クロイドンからヴィクトリア駅までの距離が短縮された。

#### サウス・ロンドン
ヴィクトリア・ステーション・アンド・ピムリコ鉄道会社（VS&PR）は、LB&SCR、L&SWR、GWR、L&NWRが共同で出資した別の合弁会社、ウェスト・ロンドン・エクステンション・ジョイント鉄道とも接続しており、両鉄道間の貨物輸送とロンドンを横断する旅客列車の運行を可能にしていた。この路線は1863年に開業し、同じ年にはLB&SCRとL&SWRが合同でクラパム・ジャンクション駅を開業させた。またLB&SCRはクラパム・ジャンクションからアディソン・ロード駅までの旅客列車も運行していた。
ウィンブルドン-ウェスト・クロイドン線は、LB&SCRとL&SWRの本線間を繋ぐ独立した鉄道として1855年10月に開業した。開業後数ヶ月間は技師のジョージ・パーカー・ビダーが路線を運行していたが、1856年にはLB&SCRにリースされ、その後1858年に同社が買い取った。

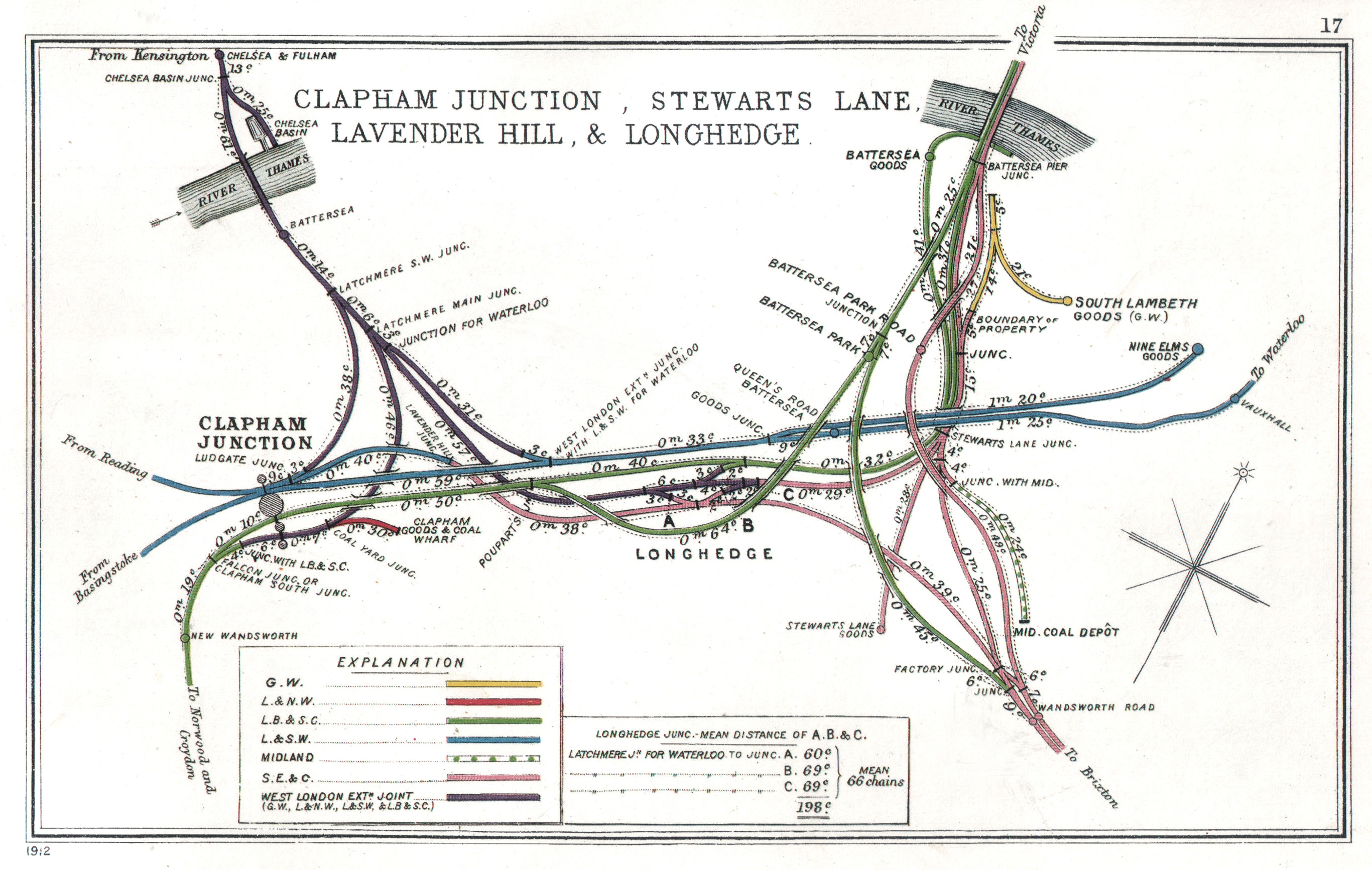
クラパム・ジャンクション駅からヴィクトリア駅へのアプローチ部分までの路線図（1912年）

LB&SCRはこれらの路線工事と同時にLC&DRと協力し、ロンドン・ヴィクトリア駅、ロンドン・ブリッジ駅の二大ターミナルを結ぶサウス・ロンドン線の建設を行なった。LC&DRはこの路線をヴィクトリアからブリクストンまで利用し、LB&SCRはデンマーク・ヒル、ペッカムを通過してサウス・バーモンジーでロンドン・ブリッジ駅へと向かう本線に接続する路線を新設した。

#### サセックス
イースト・サセックスでは1858年にルイスからアックフィールドへの新線（ウィールデン線が建設され、10年後の1868年にはグルームブリッジやタンブリッジ・ウェルズ方面へ延伸された。また1864年にはニューヘイブン支線がシーフォードまで延伸された。またイースト・グリンステッド線もグルームブリッジ、タンブリッジ・ウェルズへ延伸した。しかし依然としてイースト・サセックスのタンブリッジ・ウェルズ - イーストボーン間には路線がなかったため、LB&SCRはSERの新線計画を警戒していた。その結果、1864年にはこの2つの町を結ぶ線路を建設する権限を要求した。また、ブライトン本線のバルコム駅からアックフィールド、ヘイルシャムまでを結ぶウーズ・ヴァレー鉄道の建設権も獲得し、1865年5月にはセント・レオナーズまでの延伸も承認された。しかし、1866年末まで工事は始まらなかった。
ウェスト・サセックスでは、1859年にホーシャム支線がプルバラを経由してペトワースまで延伸された。その後1861年にはショアハムまで延伸され、ブライトンまで乗り換えなしで行くことができるようになった。そのほか、リトルハンプトンへの支線が1863年、ボグナー・リージスへの支線が1864年、ヘイリング・アイランドへの支線が1867年に開通した。
1862年の合意に基づき、ロンドン・アンド・サウス・ウェスタン鉄道（L&SWR）はプルバラからフォード駅付近のウェスト・サセックス・コースト線との分岐点まで路線を敷いた。これにより、L&SWRはロンドン - ポーツマス間でLB&SCRよりも短いルートを手に入れた。

#### サリー
サリーにおいてはエプソム・アンド・レザーヘッド鉄道と協力して路線を拡大した。同鉄道はロンドン・アンド・サウス・ウェスタン鉄道の本線からウィンブルドンで分岐し、エプソムとレザーヘッドを経由してギルフォードへ向かう独立した路線で、LB&SCRは同社と契約を結んでエプソムからレザーヘッドまで列車を乗り入れされることに成功した。この路線は1859年8月に開通し、翌年からはLB&SCRとL&SWRの共同所有となった。その後LB&SCRはサットンからエプソム・ダウンズ競馬場のあるエプソム・ダウンズまでを結ぶ路線を建設していたバンステッド・アンド・エプソム・ダウンズ鉄道を買収し、1865年5月に開通させた。
その後はウェスト・サセックスにあるホーシャムからサリーの主要都市を結ぶ計画を立て、1865年にはウェスト・ホーシャム駅からL&SWRが通るギルフォードまでの路線を開通させた。またレザーヘッドからドーキングまでの路線も1867年3月に開通させ、その2ヶ月後にはホーシャムまで延伸された。これにより、LB&SCRはロンドンからブライトン及びとウェスト・サセックス沿岸部への代替ルートを獲得し、さらにポーツマスへの路線距離も短縮することができた。
また、1865年7月にクロイドンからオックステッドを経由してタンブリッジへ至る路線の建設許可を取得していたサリー・アンド・サセックス・ジャンクション鉄道を支援した。しかし競合するサウス・イースタン鉄道はLB&SCRがこの計画に関わることが1849年に交わした合意に反すると判断し、報復措置としてロンドン・チャタム・アンド・ドーバー鉄道（LC&DR）と共同で「ロンドン・ルイス・アンド・ブライトン鉄道」の建設許可を取得した。結局、最終的にはいずれの計画も実現することはなかった。

#### ニューヘイブン・ハーバー

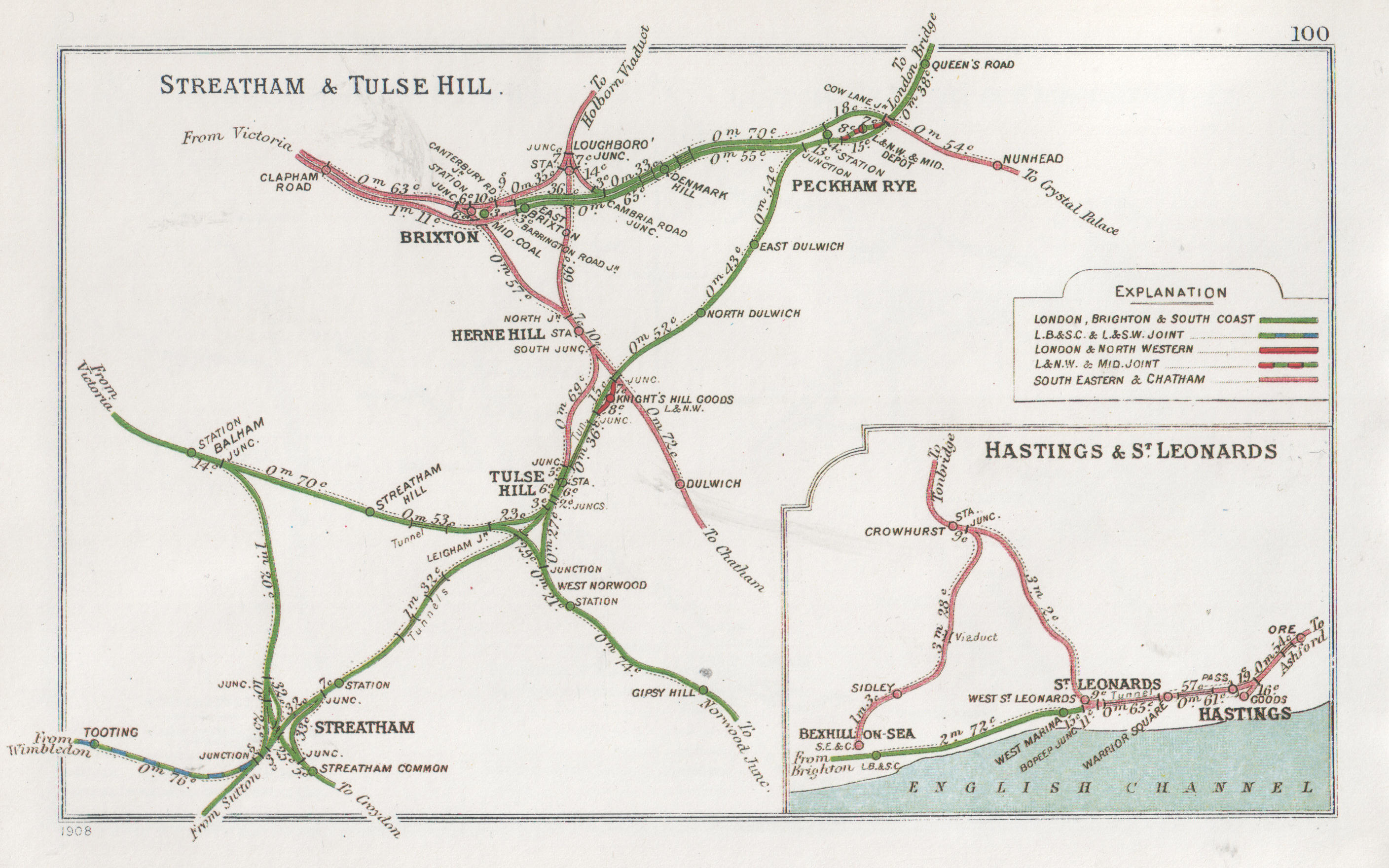
サットン・アンド・モル・ヴァレー線と南ロンドンの路線図（1908年）

ルイスからニューヘイブンまでの支線開業後、LB&SCRはドーバーとカレーを経由するサウス・イースタン鉄道に対抗するパリ - ロンドン間のルートを考案した。そしてその候補に上がったのがフランス側のディエップとイギリス側のニューヘイブンを船で結ぶルートだった。これを実現するため、LB&SCRはニューヘイブン側で大規模な設備投資を行なった。まず港の入口に新駅としてニューヘイブン・ハーバー駅を開業させ、川の東岸に複数の埠頭と倉庫群を建設した。これらの設備投資は1850年から1878年にかけて行われ、同時に水路の浚渫やその他の改良工事も行われた。1863年からは実際にフランスの西部鉄道と共同で旅客フェリーの運行が始まり、1878年には2社で設立したニューヘイブン・ハーバー・カンパニーが業務を引き継いだ。

#### SERとの関係悪化
サウス・イースタン鉄道（SER）とは1848年に覚書を交わしたが、その解釈を巡る争いによって関係が悪化した。1863年には関係悪化が頂点に達し、SERは同年に株主向けに発行した資料において2社間の困難な関係性とLB&SCRが覚書の内容を破ったとする根拠を延々と書き連ねた。
主な意見の相違点としては、ヘイスティングス駅周辺、ヴィクトリア駅へ向かう線路のロンドン・チャタム・アンド・ドーバー鉄道（LC&DR）への使用許可、LB&SCRのブロムリーへの支線計画、LB&SCRのドーキングへの新線計画、SER西端への新線建設計画に対するLB&SCRの反対運動、ブリックレイヤーズ・アームズ駅の貨物エリアをLC&DRに使用させる許可に対するLB&SCRの合意、レッドヒル - クロイドン間で共有している本線についてなどである。
特にケイターハム鉄道を巡っては、両者の対立が顕著に現れた。同鉄道はSERの管轄地域を走っていたが、LB&SCRのゴッドストーン・ロード駅でブライトン本線に接続していた。両者は互いに相手の会社が支線を運営することに反対したため、工事完了から1856年の開通まで1年の遅れが生じた。また乗り継ぎチケットなどについても合意しなかったため、ケイターハム鉄道はすぐに倒産してしまった。その後1859年にSERが運営を引き継いだが、それ以降も両者の抗争が続き乗客に多大な不利益をもたらした。最終的にこの対立は1862年にタイムズ紙に取り上げられるほどになったが、それでも話し合いは行われなかった。
その後セント・ジョンズ駅 - トンブリッジ駅間にセヴノークス短絡線が建設され、1868年5月1日サウス・イースタン本線のルートからイースト・クロイドン駅 - レッドヒル駅間の共用部分が外れ、同区間の混雑が解消された。また1869年2月1日には両社の間で、駅とクールズドンへの路線の使用に関する10年契約が結ばれ、10年後に更新された。

### 1867年の財政危機とその影響

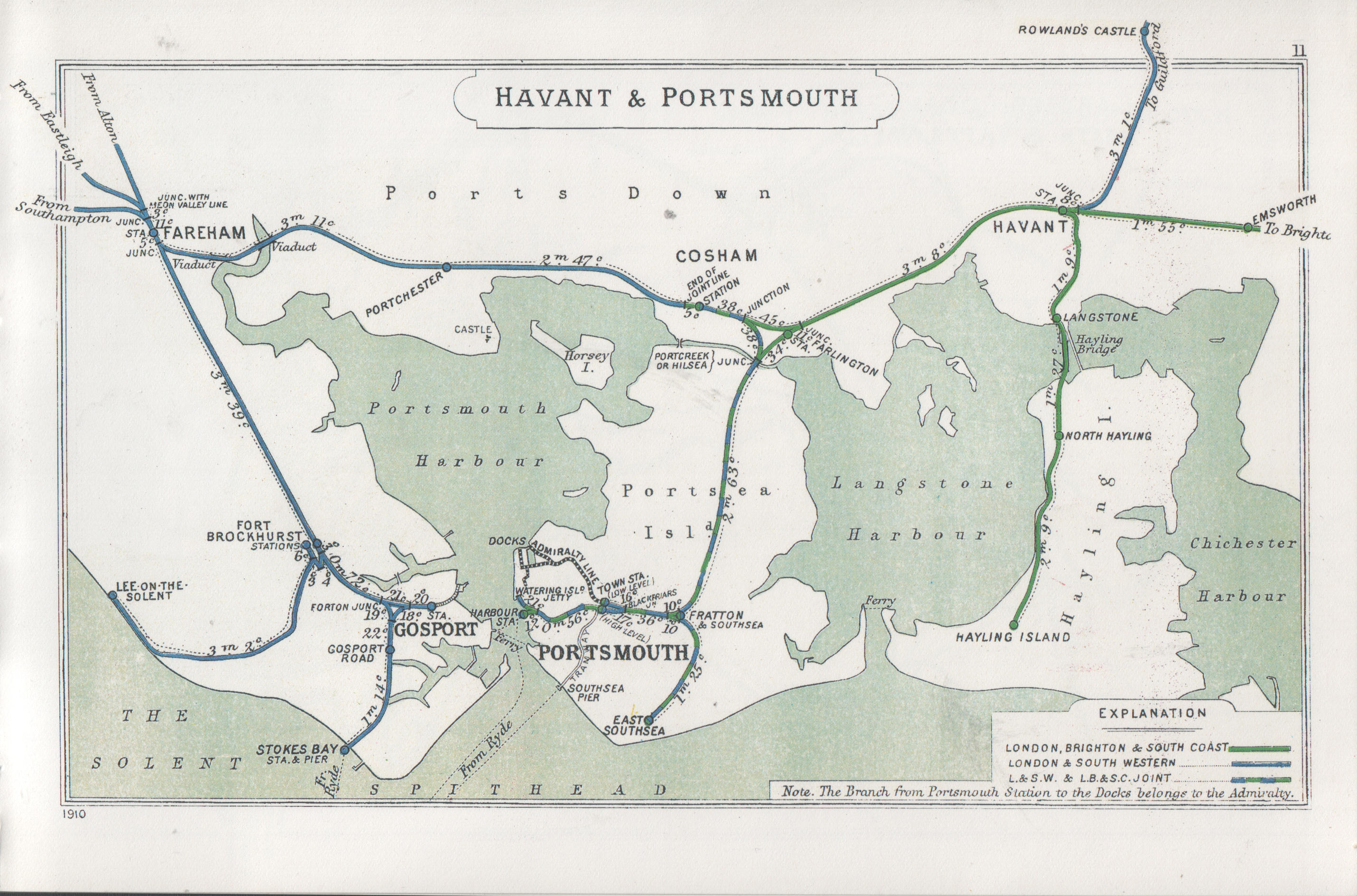
ポーツマス周辺の路線図（1910年）

1866年に発生した銀行オーバーエンド・ガーニー・アンド・カンパニーの破綻と翌年の金融危機により、LB&SCRは破産寸前まで追い込まれた。 臨時株主総会は延期され、また取締役会の権限は会社の財務状況とその見通しに関する報告書を受け取るまで停止された。 報告書では、同社が乗客からの利益に支えられて大規模な設備投資を展開しすぎており、金融危機によって乗客が急減少したことが明らかとなった。特にホーシャム - ギルフォード間、イースト・グリンステッド - タンブリッジ・ウェルズ間、バンステッド - エプソム間など、いくつかの地方路線が赤字になっており、LB&SCRは同様に見通しの悪い路線の建設や買収に力を注いでいた。同報告書は計画を推進した社長のシュスター、秘書のフレデリック・スライトを痛烈に批判しており、結果的にこの2人は辞任することになった。ただし、これらの路線は競合する鉄道会社との競争を防ぐための手段として建設・買収されたことも報告書は指摘している。検証委員会はいくつかの計画を放棄し、サウス・イースタン鉄道（SER）と作業協定を結ぶことを推奨した。
またこの委員会によって推薦された人物の多くが取締役となり、元社長のサミュエル・レイングも委員会に説得されて復帰した。会社はその後彼と新任秘書兼ゼネラル・マネージャーのJ.P.ナイトの手腕により、1870年代前半には徐々に財政的な健全性を回復していった。
財政危機の影響で全ての路線建設が一時中止され、3つの大規模計画が放棄された。ウーズ・ヴァレー鉄道の建設、同鉄道のセント・レオナーズ延伸、サリー・アンド・サセックス・ジャンクション鉄道の建設である。タンブリッジ・ウェルズ - イーストボーン間を結ぶカックー線の建設も財政が健全化するまで凍結された。その後の10年間は、ロンドンやブライトンで路線網の運用を強化するための支線や信号所を追加したり、他の鉄道会社と共同で小規模な事業を行ったりする程度だった。後者の例としては、1868年にロンドンのストリータムからトゥーティングを経由してウィンブルドンへ至る短距離路線、1876年にポーツマス・タウン駅からポーツマス・ハーバー駅までの接続線があるが、これらはいずれもロンドン・アンド・サウス・ウェスタン鉄道（L&SWR）との共同事業である。
SERとの「業務提携」の提案は実現しなかったが、両社は積極的に検討を続け、後にロンドン・チャタム・アンド・ドーバー鉄道（LC&DR）も参加することになった。しかし1875年には合併案に課した条件に反発したSERが交渉を取りやめ、合併は立ち消えとなった。その後もLB&SCRは独立した鉄道会社として存続したが、SERとLC&DRは1899年にサウス・イースタン・アンド・チャタム鉄道設立のための作業部会を作った。
当時LB&SCRが力を入れていた路線の1つがイースト・ロンドン鉄道である。この鉄道はLB&SCR以外にグレート・イースタン鉄道（GER）、ロンドン・チャタム・アンド・ドーバー鉄道（LC&DR）、サウス・イースタン鉄道（SER）、メトロポリタン鉄道、ディストリクト鉄道の5社が関わる事業であった。これは マーク・イザムバード・ブルネルとその息子 イザムバード・キングダム・ブルネルによって1825年から1843年にかけて建設されたテムズトンネルの再活用を狙っていた。1869年3月にLB&SCR本線のニュー・クロスとワッピングの間に、GER本線との接続線が建設された。この線は主に両鉄道間の貨物輸送を目的としていたが、LB&SCRはリバプール・ストリート駅とクロイドンを結ぶ旅客列車を導入した。

### 1870年代〜19世紀末
1870年代半ばまでにLB&SCRは路線の集中運用と運営費の削減を中心とした施策によって財政的健全性を取り戻した。1870年から1889年の間に、年間収益は130万ポンドから240万ポンドと100万ポンド以上増加したが、運営費の増加は65万ポンドから100万ポンド強とわずか35万ポンドに抑えた。これにより、同社は新線建設や施設改善に乗り出すことができた。ただ、建設された新路線のいくつかは人口の少ない地域から既に鉄道網が整備されている町への短距離路線であったため、利益を上げることができなかった。それでもこれらの新線建設を行なったのは鉄道アクセスを望む地元住民からの圧力と、それらの地域に競合他社が路線を敷いてしまうことへの恐怖によるものだった。
一方ロンドン郊外の新規路線開拓は、同鉄道の財政健全化に大きく貢献した。1880年代後半までに同社はロンドン郊外にロンドン・ブリッジ駅とヴィクトリア駅の間にサウス・ロンドン線、アウター・サウス・ロンドン線、クリスタル・パレス線の3路線を建設し、全長109kmにも及ぶ国内最大の路線網と国内最高の運賃収入を手に入れた。公式報告書では1889年の4月から6月までの間に、10万本以上の旅客列車を運行したとされており、これはイングランド南部のみで運行している他のどの鉄道会社よりも多かった。

#### 新線建設・施設改修
イースト・サセックスのイーストボーンとからケントのタンブリッジ・ウェルズまでを結ぶ計画は、1879年4月にヘイルシャム支線からヒースフィールド駅までを結ぶ路線が開通して復活し、翌年9月にはヒースフィールドからイーリッジ駅までが完成し、後にカックー線と呼ばれるようになった。
1877年、シェフィールド伯爵をはじめとする地元有力者によって設立されたルイス・アンド・イースト・グリンステッド鉄道（L&EGR）にも路線建設許可が与えられたが、この鉄道はカックー線とほぼ並行していた。また同鉄道はホーステッド・キーンズからブライトン本線が通るヘイワーズ・ヒースまでを結ぶ支線を含めて許可を取得していた。それから1年後の1878年に新しい法律が制定され、路線の買収と運営が可能となったLB&SCRはこの鉄道を買収し、1882年8月から1883年9月にかけて順次開業させた。イースト・グリンステッド - ルイス間の路線は後に「ブルーベル線」として知られるようになり、1958年に廃線となったのちもホーステッド・キーンズ - シェフィールド・パーク駅間は「ブルーベル鉄道」として保存されている。
ウェスト・サセックスにおける路線網は、財政危機の影響で遅れていたミッドハースト - チチェスターを除けば1870年までにほぼ完成しており、この区間も1881年に開通した。またリトルハンプトン周辺では小規模な改良が行われた。1887年にはデビルズ・ダイクへの支線が別会社によって建設され、LB&SCRが運行を担当した。またハンプシャーでは別会社が開通させたヘイリング・アイランド支線を1874年から借用していた。また1887年にはロンドン・アンド・サウス・ウェスタン鉄道（L&SWR）と共同でフラットン駅からイースト・サウスシー駅までの長さ2kmの路線（サウスシー鉄道）を建設したが、のちに路面電車との競合を余儀なくされ、1914年勃発した第一次世界大戦の影響で廃線となった。
当初計画されていたサリー・アンド・サセックス・ジャンクション鉄道は1867年に破棄されたが、クロイドンからイースト・グリンステッド、タンブリッジ・ウェルズ、イースト・サセックス沿岸部への鉄道需要は依然として存在した。一方サウス・イースタン鉄道（SER）もトンブリッジ駅やヘイスティングス駅へアクセスする同様の路線建設を考えていた。そのため両社は協力してブライトン本線のサウス・クロイドン駅からオックステッド駅までの路線（オックステッド線）を建設した。オックステッドから先はLB&SCRがイースト・グリンステッドを経由してブルーベル線へ接続する路線とタンブリッジ・ウェルズまでの路線を建設し、SERはレッドヒル - トンブリッジ間を建設した。これらの路線は1878年に建設許可がおり、1884年に開通した。
その他、1882年から83年にブライトン駅では屋根の架け替えが行われ、乗降客数が増加したイーストボーン駅も1886年に改修が行われた。

#### カリー線

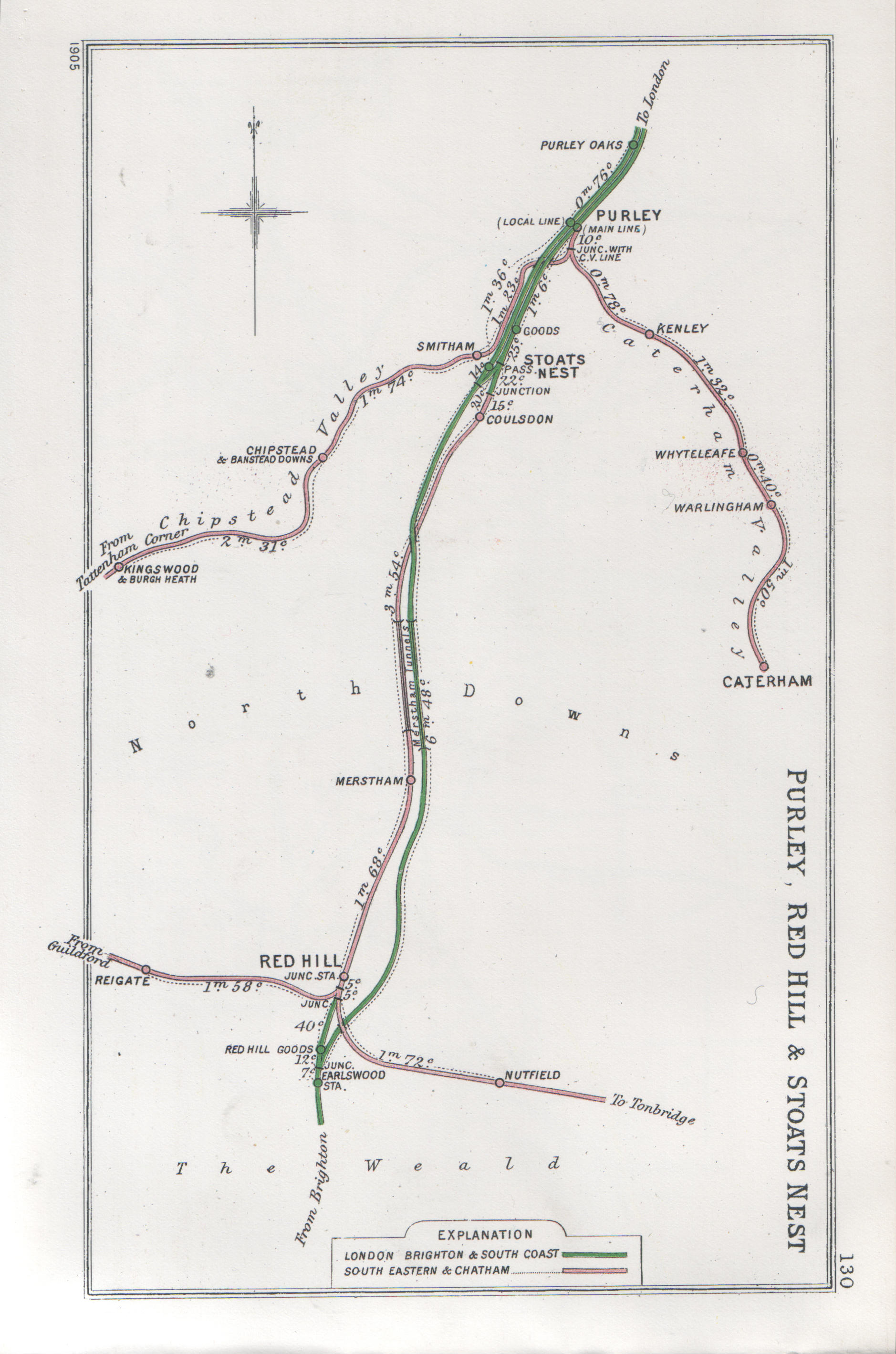
カリー線が描かれた路線図（1905年）

1880年代から90年代初期にかけて乗客が増加した結果、LB&SCRは慢性的な遅延に悩まされ、メディアからも批判された。遅延の主な原因はロンドン郊外であるレッドヒル駅以南で路線の延伸が相次ぎ、この駅から北側の路線容量を超過してしまったことにあった。またこの駅周辺の路線はサウス・イースタン鉄道（SER）が所有しており、一応LB&SCRの列車が優先されていたが年間使用料として1万4千ポンドを毎年支払っていた。両社の関係は再び悪化し始めたため、1989年にはグレート・ノーザン鉄道のゼネラルマネージャーをしていたヘンリー・オークリーが第三者として評価することになった。彼はLB&SCRの使用権を支持したが、同時に年間使用料を2万ポンドに引き上げた。それでも問題は解決せず、1896年にはレッドヒル - ストーツ・ネスト間8+1⁄4マイル (13.3 km)の共有部分は「非常に混雑しており、LB&SCRの急行列車がSERの各駅停車のために速度を落としている。」との評価がJ・ピーターソン・パティンソンの調査で下った。
以上の経緯からLB&SCRはクールズドン・ノース駅からアールスウッド駅までの区間でレッドヒル駅を迂回するルート（カリー線）の建設を決意した。計画は主任技師を務めていたチャールズ・ランブリッジ・モーガンが立案し、1896年7月に建設許可が降りた。そして1898年から1年かけて工事が行われた。この工事ではマースタム・トンネルとレッドヒル・トンネルという2本のトンネルが掘られ、その他切通しや盛土、ケーン・ヒル病院での半地下構造など大規模な工法を伴うものとなった。この路線は1899年11月に開通し、1900年4月から旅客運転が始められた。

### 20世紀

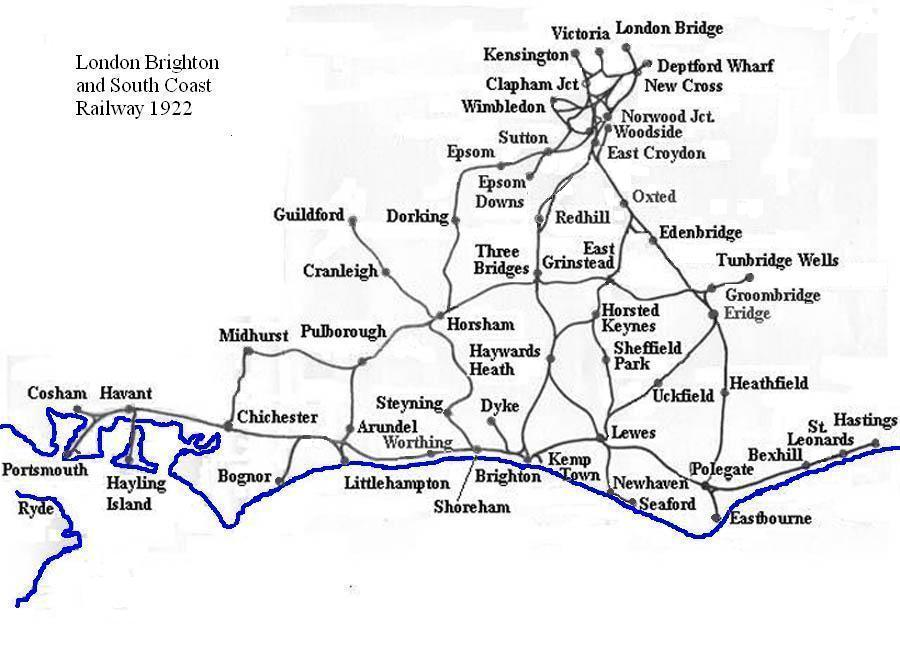
LB&SCRの路線計画を描いた地図（1922年）

20世紀に入ると新線建設からブライトン本線やロンドンのターミナル駅の設備改善に力を入れるようになり、この時期にロンドン周辺路線の電化も進んだ。
カリー線の完成に伴い、ブライトン本線のボトルネックはより南側へと移った。全線を複々線化する計画も存在したが、実際には1906年から1909年にアールスウッド - スリー・ブリッジズ間の16マイル (26 km)のみが複々線化された。またノーウッド分岐点からサウス・クロイドン駅の間は1907年から1908年にかけて線路が5本に増やされた。スリー・ブリッジズ以南を複々線化するためにはバルコム・トンネル、ウーズ・ヴァレー高架橋の拡幅を伴う大工事が必要だったため、その資金は路線の電化に回された。
他の大規模な鉄道会社と異なり、LB&SCRは競合する鉄道会社とターミナル駅を共有していた。つまり、ロンドン・ブリッジ駅をサウス・イースタン鉄道（SER）と、ロンドン・ヴィクトリア駅をロンドン・チャタム・アンド・ドーバー鉄道（LC&DR）と共有していたのである。そして特にヴィクトリア駅は19世紀末の通勤客増加に伴ってかなり手狭になっていた。そのため、1900年以降ヴィクトリア駅とグロヴナー橋の間の線路を拡幅する工事が行われ、駅自体も大幅に改修された。これによって新しい転車台と整備施設が追加されたため、より強力な機関車を運用できるようになった。また同時期にはロンドン・ブリッジ駅の自社部分も拡張されたが、駅は何度も改築されていたため未だ「広大な混乱」のままだった。

#### 機関車不足
1905年から1912年にかけて、LB&SCRは深刻な機関車不足に陥った。これは自社のブライトン鉄道工場による修理、新造が追いつかなくなったことによるもので、1910年には保有する機関車の3割が使用できなくなり、車両部門の責任者D・E・マーシュが辞任することになった。その後この問題は後任のL・B・ビリントン主導によるランシング客車工場新設とブライトン工場の再編成によって解決した。

#### 電化

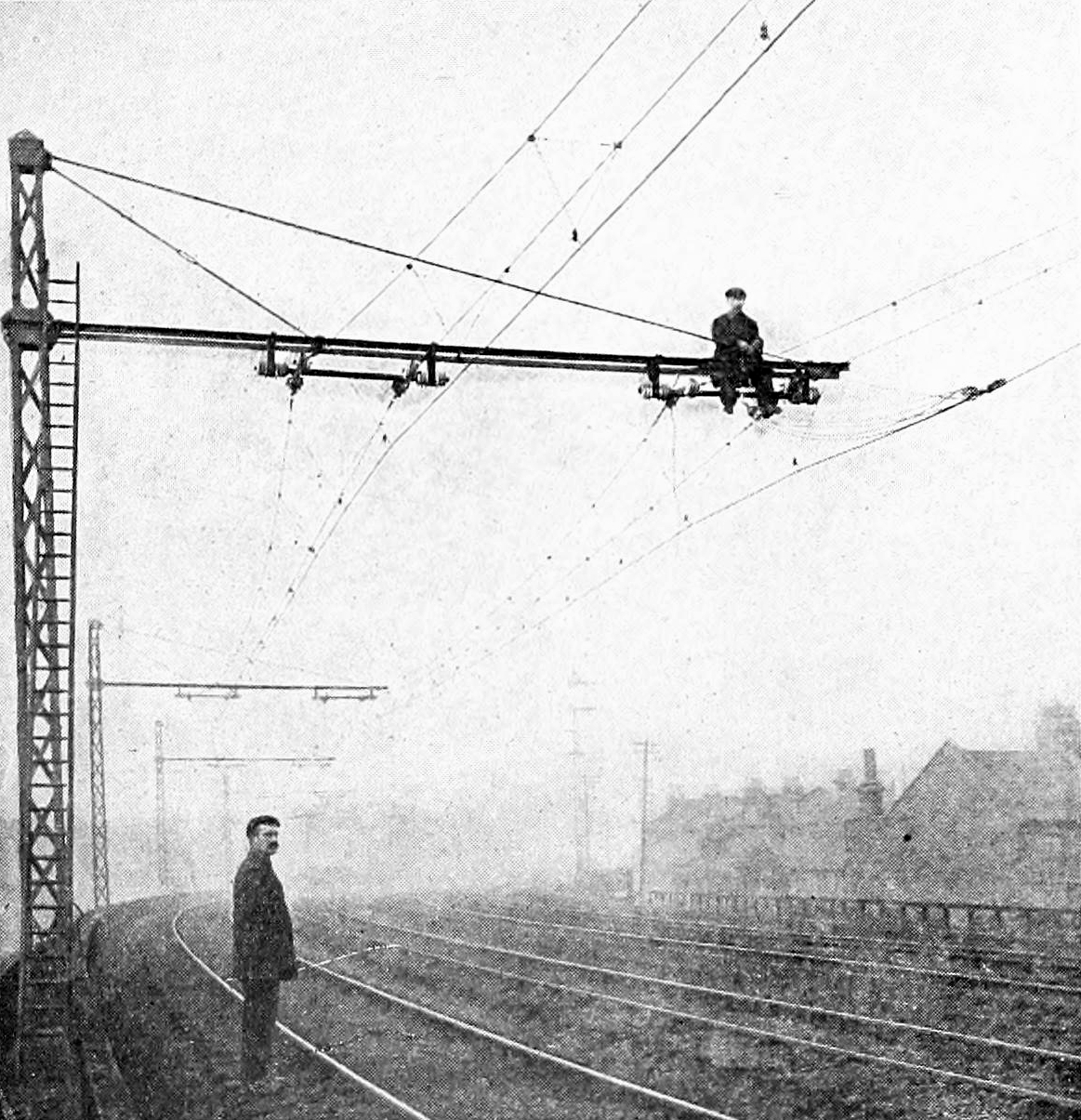
架線の設置（1906年）

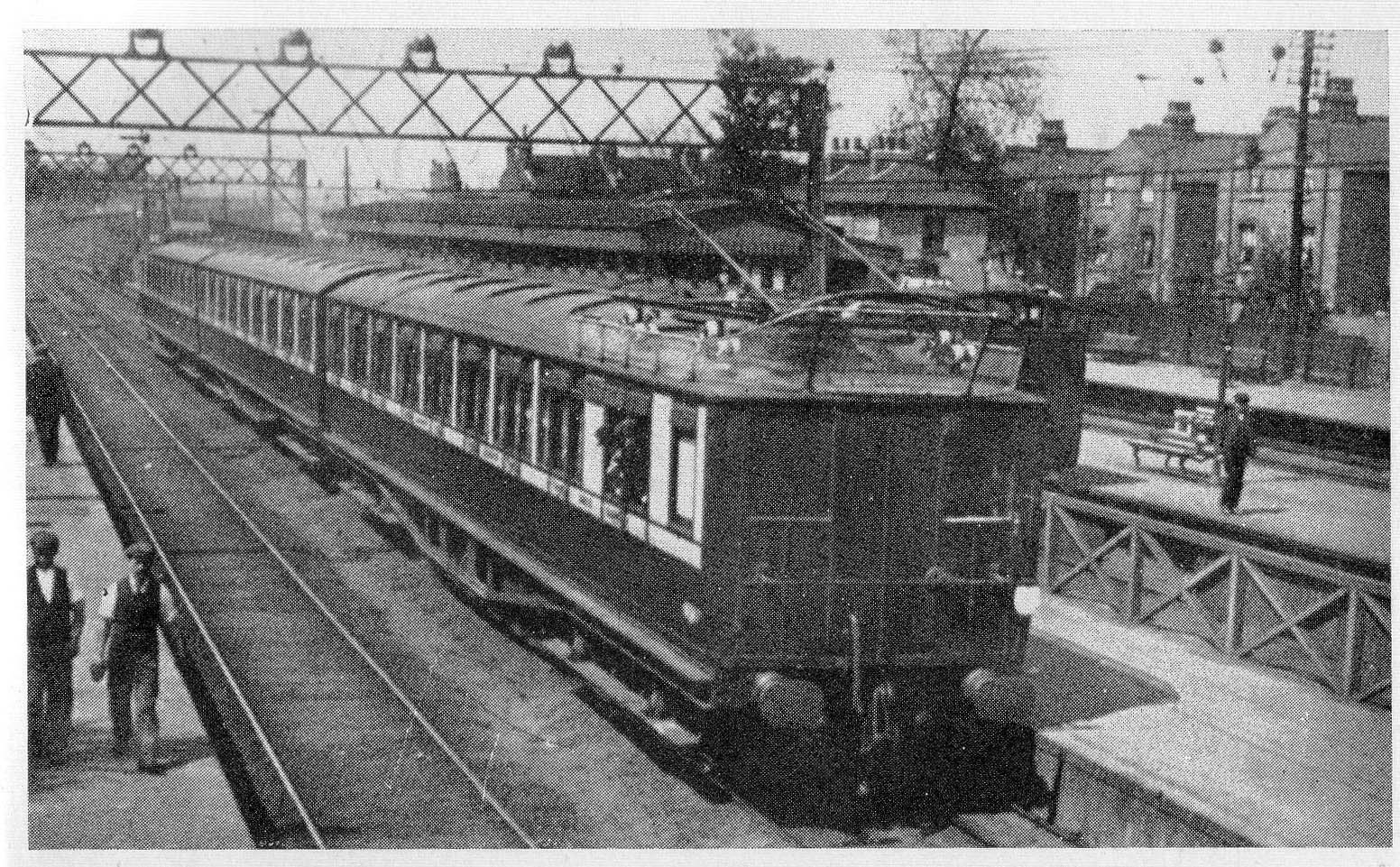
サウス・ロンドン線ワンズワース駅に停車するSL形電車（1909年）

ロンドン・アンド・ブライトン電気鉄道の設立提案は1900年に議会で否決されたが、これによってLB&SCRは電化をすることを決めた。また、ロンドンでは路面電車が導入されて競争が激化し、1908年にはヴィクトリア駅とロンドン・ブリッジ駅を結ぶ路線8+1⁄2-マイル (14 km)の年間交通量が800万人から300万人に減少していた。比較的短距離の通勤客が多いというこの路線の特性上明らかに電化に適しており、1903年には既に電化が検討されていた。ロンドンのメトロポリタン鉄道とディストリクト鉄道、リヴァプールのマージー鉄道、さらにランカシャー・アンド・ヨークシャー鉄道のリヴァプール - サウスポート間はいずれも第三軌条方式での電化を採用していたが、LB&SCRはブライトン本線とポーツマス、ヘイスティングスまでの電化を見越して交流6,600Vの架空電車線方式を採用した。
国内で架空電車線方式を採用した最初の路線はミッドランド鉄道のランカスター - モアカム、ヘイシャム間だったが、LB&SCRはそれよりも遥かに長い距離に架線を設置した。これらの設備はドイツ製で、電気機器はベルリンのAEGが契約したが、主契約社はロバート・W・ブラックウェル社だった。また電力はロンドン電力供給会社（LESCo）のデトフォード発電所から供給された。
社内で最初に電化されたのはロンドン・ブリッジ駅とヴィクトリア駅をデンマーク・ヒル駅経由で結ぶサウス・ロンドン線で、1909年12月に開通した。この路線は「架線電気鉄道」として宣伝され、年間交通量が300万から1,000万に増加するなど非常に大きな成功を収めた。その後ヴィクトリア駅 - クリスタル・パレス駅間が1911年5月、ぺカム・ライ駅 - ウェスト・ノーウッド駅間が1912年5月にそれぞれ電化され、ペカム・ライには修理工場、ノーウッド・ジャンクション駅には電車用の車庫が設置された。
これらの計画が成功し収益性が増加したこと受け、1913年にはロンドン郊外の残り路線を全て電化することをが決まった。しかし、翌年に第一次世界大戦が始まったことから、電化計画の実施は大幅に延期された。最終的には1921年にようやくロンドン市内の郊外線がほぼ全て電化され、1922年にはクールズドン・ノース駅 - サットン駅間の電化が行われて1925年に開通した。1920年にはブライトン、ワージング、イーストボーン、ニューヘイブン、シーフォード、エプソム、オクステッドまで電化する壮大な計画が立てられていたが、合併によってそれらはサザン鉄道に引き継がれた。
この架空電車線方式は社内で技術的・財政的成功を収めていたが、より長い路線距離を第三軌条方式で電化していたロンドン・アンド・サウス・ウェスタン鉄道と合併したことで短命に終わった。1926年にはサザン鉄道が自社路線内の共通性を図るため架線を全て第三軌条に変更する大計画を発表し、同社における架線方式は1929年9月に終了した。

#### 第一次世界大戦中
第一次世界大戦中、LB&SCRは他の鉄道会社と同様に政府の管理下に入った。それ以前はあまり重量物の輸送をしていなかったLB&SCRも戦争が始まると状況が一変し、ニューヘイブン港から大陸に駐留するイギリス軍への物資供給任務が命ぜられた。戦争中には爆発物270万トンを含む物資700万トンを輸送するため、追加で53,376両の貨車が必要になった。同時にニューヘイブン港には病院船によって傷病兵が送られてきたため、同社は救急列車も提供した。さらに港内に駐留する陸軍駐屯地のため、軍用列車を27,366両供給した。当時フランスへの輸送を待つ軍馬たちはファーリントン競馬場で待機させられていた。また戦時中には港湾周辺で敵対行為が発生したため、1916年9月からは特別軍事地域に指定されニューヘイブン・ハーバー駅は一時閉鎖となった。
このようにニューヘイブンを中心に大幅な取扱量の増加が発生したため、港湾では倉庫増設、側線や信号の新設、照明の追加などが行われた。それでも港湾の処理能力を超えたため、リトルハンプトンの港湾が再建の上で利用された。内陸部ではスリー・ブリッジズ駅が物資の結節点として選ばれ、同駅では操車場の大幅な拡張が行われた。またガトウィック駅やヘイワーズ・ヒース駅では軍需列車が旅客列車に邪魔されないよう、また空襲の際の避難場所となるよう屋根付きの通過線が新設された。さらに一定数の軍需列車は一部複線のブライトン本線を避けてステニング線からニューヘイブンへと向かっていた。また戦時中には合計5,635人の職員が軍隊に参加したため、全体的な人員不足が発生した。これにより、事務員や車両清掃員には女性が新たに採用された。
この戦争では532人の職員が戦死し、1920年にはロンドン・ブリッジ駅に慰霊碑が設置された。同様に1922年4月、同社が製造した最後の機関車であるLクラス333番列車には「Remembrance」という名が与えられ、記念プレートが掲げられた。

#### 合併
LB&SCRが合併する直前の1922年末、同社路線の総延長は457マイル (735 km)に至った。このうち単線区間が100マイル (160 km)、複線区間が357マイル (575 km)、3線区間が47マイル (76 km)、複々線以上の区間が49マイル (79 km)だった。また引き込み線の総延長は355マイル (571 km)である。
翌年初めからはロンドン・アンド・サウス・ウェスタン鉄道（L&SWR）、サウス・イースタン・アンド・チャタム鉄道（SE&CR）と合併したサザン鉄道がその営業を引き継いだ。

## 営業
LB&SCRは創業当初から旅客輸送を中心に考えており、貨物や鉱物輸送はあまり重要ではなかった。また当初は首都ロンドンやその郊外のクロイドンから南海岸への都市間輸送を想定しており、近郊輸送は想定されていなかった。しかし、実際には鉄道が開通した結果沿線のライゲートやクローリー、ヘイワーズ・ヒースなどで新たな旅客・貨物需要が生まれた。これはサセックスやサリーにあるマーケットタウン（ルイス、ホーシャム、イースト・グリンステッド、ドーキングなど）でも同様であった。またニューヘイブン港の発展や1870年以降のテムズ川以南の住宅開発も鉄道のあり方を大きく変えた。
1890年代には列車速度の低下や定時性の悪化により専門紙・一般紙共に広く批判の対象となった。 これは、ロンドン - クロイドン間のシステムが複雑で多くの信号や分岐点があること、サウス・イースタン鉄道と路線を共有していること、路線距離が短いために遅延の回復ができないことなどが原因だった。20世紀に入ってからは、幹線のインフラ整備や郊外路線の電化などにより、徐々に評判を回復していった。

### 旅客列車

#### 特急列車
LB&SCRは路線長の短さもあり、最大でも75マイル (121 km)しか走らない路線だった。にもかかわらず、ロンドン・ブリッジ駅、ロンドン・ヴィクトリア駅の両駅から沿岸部の主要都市へ至る特急列車が頻繁に運行されており、19世紀を通してロンドン - ブライトン間のシーズンチケット収入が財政を支えていた。また朝ラッシュ時の通勤特急は「旅客重量360トンの1880年代で最も重い特急の1つ」と呼ばれていた。
イギリスでは1874年にミッドランド鉄道で初めて個別のプルマン列車が導入され、その後すぐにグレート・ノーザン鉄道、そして1875年にLB&SCRが導入した。さらにLB&SCRは1881年12月5日、国内初の全車両プルマン列車で構成されたプルマン・リミテッド・エクスプレスを運行した。この列車は、ダービーのプルマン・カー・カンパニー工場で製造されたベアトリス、ルイーズ、モード、ヴィクトリアの4両で構成されており、国内初の電気式客車だった。同列車は平日に下り2回、上り2回、日曜日は片道1回の運行がなされた。1887年にはブライトン・プルマン・リミテッドと改称され、一等車が付けられた。1888年にはもう1編成が追加され、3台のプルマン列車がアメリカのプルマン・パレス・カー・カンパニーから部品として輸送され、ブライトンにあるLB&SCRの自社工場で組み立てられた。
1898年10月には新しい特急「ブライトン・リミテッド」が導入された。この列車は10月から6月までの日曜日のみ運行された。同列車は「ロンドンからブライトンを1時間で」という触れ込みで宣伝され、実際に同区間を1時間で結んだ。また1902年12月21日には同区間を54分で走破という記録も残している。同列車は競合する電気鉄道が建設されるという脅威に直面しながらも、ブライトンまで48分41秒、ロンドンまで50分21秒で走行し、電気鉄道の推進者が提示したスケジュールと一致させたことで再び話題になった。
1908年11月には新型特急サザン・ベルが導入され、「世界で最も豪華な特急」と評された。1910年には毎日片道2本ずつ運行されるようになり、のちに日曜日は3本運行となった。また1915年には三等のプルマン列車がヴィクトリア発ブライトン、イーストボーン行きとして導入された。

#### 各駅停車
ロンドンと南海岸を結ぶ低速の旅客列車は、イースト・クロイドン駅で分岐してロンドンの両ターミナルに乗り入れ、下り列車はそこで合流することが多かった。1867年以降、ホーシャムへの直通線が開通すると、サットン駅がロンドンとポーツマスを結ぶ旅客列車の結節点として機能した。

#### スリップ・コーチ
LB&SCRは、通過駅で特急列車の後部から客車を切り離し、支線や本線の小さな駅に送り届けるという方法（スリップ・コーチ）を考案したとされる。記録されている最も古い例は、1858年2月のヘイワーズ・ヒース駅で、ロンドン - ブライトン間の特急からヘイスティングス行きの客車を切り離したものである。この切り離し作業は両方の客車に配置された警備員と機関車の乗務員との間のベル信号によってタイミングが調整されていた。
1914年にはブライトン本線だけで毎日24両の客車が切り離されていた。イースト・グリンステッド駅、フォレスト・ロウ駅、ホーシャム駅までの途中駅へ向かう客車はホーリー駅またはスリー・ブリッジズ駅で切り離され、ブライトン駅やイーストボーン駅までの途中駅へ向かう客車はヘイワーズ・ヒースで切り離された。これらの運行は全線が電化された1932年まで続いた。

#### ロンドン近郊列車
1870年以降はシーズンチケットの値下げや通勤列車の導入を行い、ロンドンへの列車通勤を奨励した。1890年5月にはロンドンのターミナル駅へ1ヶ月で10,773本の列車を運行しており、これは他のどの鉄道会社よりも多かった。このような成長は鉄道の性格を変え、導入する機関車や運行する旅客サービスに影響を与えた。1870年代から80年代にかけては主任技師ウィリアム・ストロードリーの下でテリエやD1形など新型のタンク機関車が導入され、1890年代には後任のR・J・ビリントンの下でD3形、E3形、E4形、E5形などが近郊列車ように導入された。その後20世紀に入ると蒸気機関車では競合する路面電車に勝てなくなったため、ロンドン近郊路線の電化が進んだ。

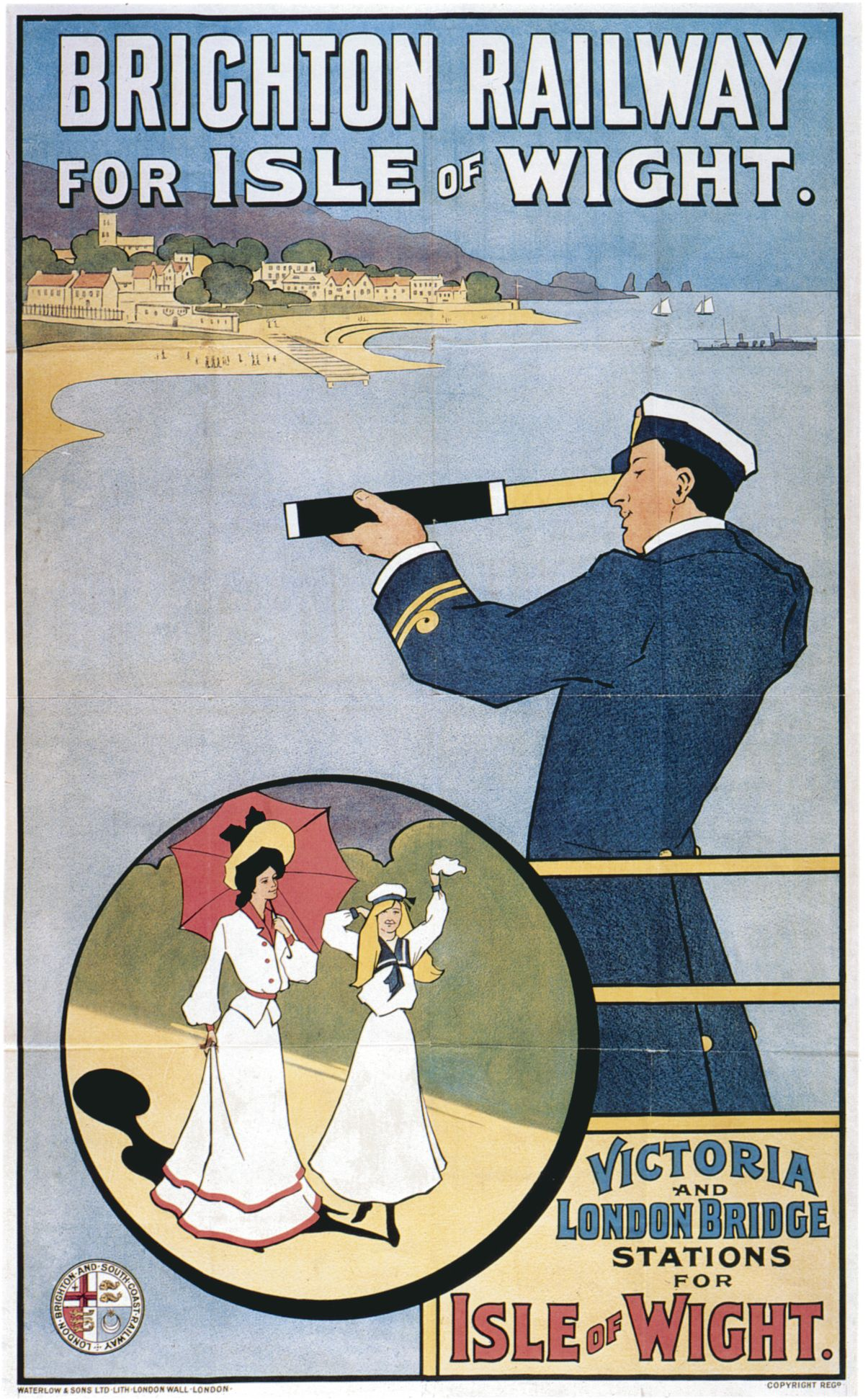
ワイト島観光ツアーの広告

#### 観光列車
ロンドンから南海岸やサセックスの田園地帯へ運行されたエクスカーション・トレインと呼ばれる団体専用列車は1844年に導入され、同社の象徴的存在となっていた。特に夏場の日曜日や祝日にはブライトンをはじめとする南海岸のリゾート地への列車が設定され、新聞に広告が出された。また同様に水晶宮で開催されるフェスティバルや展示会へ向かう列車も運行された。
1870年以降はさらにツアー商品を発展させ、ヘイリング島やワイト島などのリゾート地への観光ツアーのポスターを発行した。ワイト島ではロンドン・アンド・サウス・ウェスタン鉄道（L&SWR）と共同でポーツマスからのフェリー運航を引き継ぎ、1880年にはライドに新しい桟橋を建設してセント・ジョンズ・ロード駅までの短距離路線を敷設した。さらに1900年代にはロンドンの自転車愛好家がサセックスやサリー田園地帯を散策できるよう、日曜日に特別列車を運行した。また1905年にはフランスのディエップへの日帰り旅行や、南海岸用の1ヶ月周遊チケットなども販売した。
1904年にはグレート・ウェスタン鉄道と共同でリヴァプール近郊のバーケンヘッドからブライトン、イーストボーン行きの夏期限定観光列車を運行した。また翌年はロンドン・アンド・ノース・ウェスタン鉄道（L&NWR）と共同でリヴァプール、マンチェスターからの観光列車「サニー・サウス・スペシャル号」を運航した。これらの列車はウェスト・ロンドン線経由で運行され、LB&SCRはケンジントンまたはウィルズデンから南側で運行の責任を担った。
また沿線にブライトン、エプソム、ガトウィック、グッドウッド、リングフィールド、プランプトン、ポーツマス・パークなどの主要競馬場を有していたため、夏の競馬シーズンには競馬客のための特別列車も編成され、大きな収入源となっていた。

#### レール・モーター列車

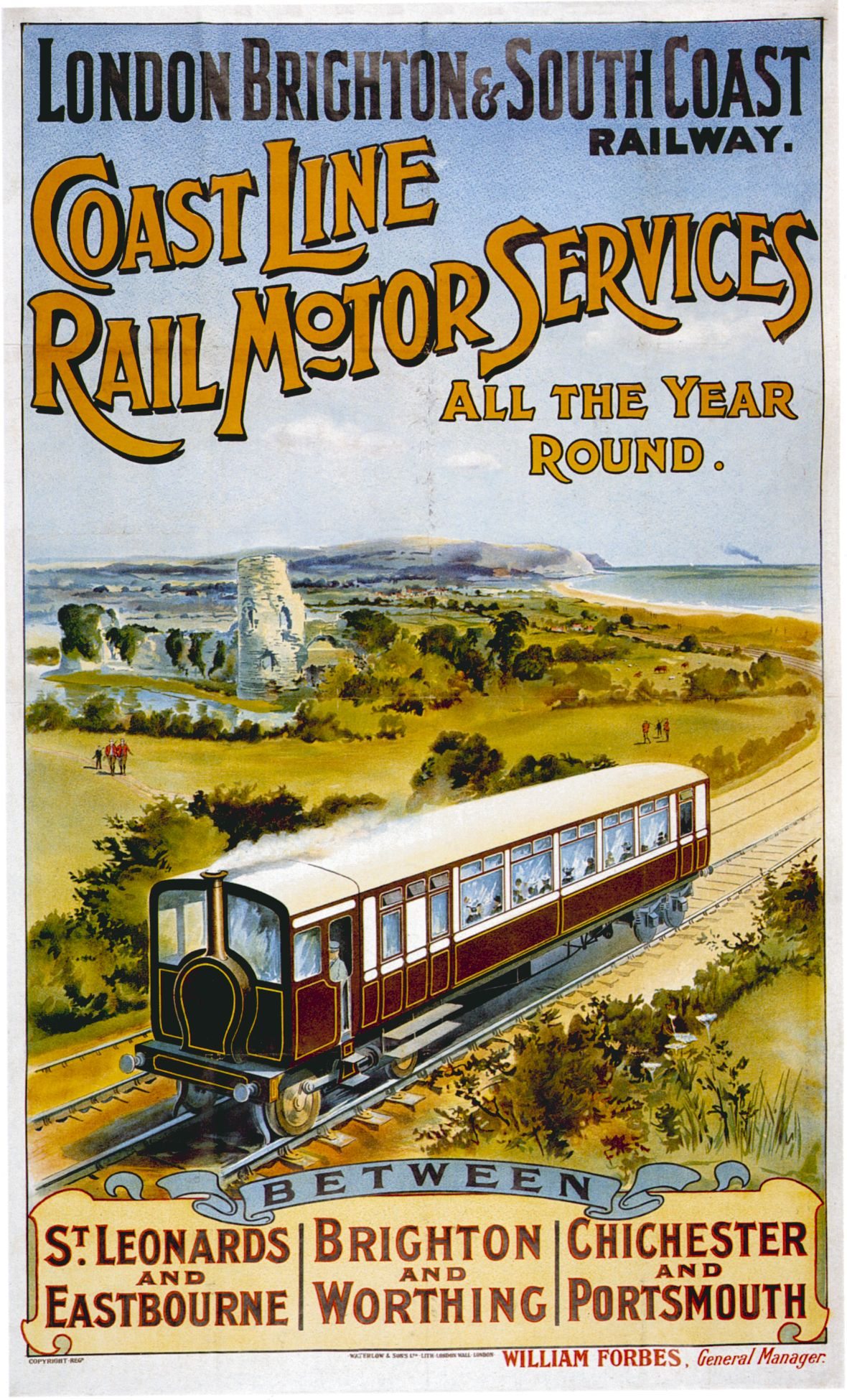
レール・モーターの宣伝ポスター（1906年）

20世紀初頭の数年間は他の会社と同様冬場の支線、短距離列車における損失が懸念された。そのためロンドン・アンド・サウス・ウェスタン鉄道（L&SWR）と共同でフラットン駅 -  イースト・サウスシー駅間の支線1+1⁄4-マイル (2 km)にレールカーを導入することが1903年6月に決められた。機関車と客車はL&SWRで製造されたが客車の1両にはLB&SCRのカラーリングで塗装がなされた。ただこのうち2両は慢性的な出力不足が判明し、ボイラーの交換が行われた。しかしこれらの車両を投入しても乗客の減少は止められず、1914年には支線が廃線となった。
それにもかかわらず、役員たちは主任機械技師のR・J・ビリントンに対して利用客の少ない路線に投入する用の蒸気式またはガソリン式レールカーについて調査を依頼した。ビリントンは1904年に死亡したが、その翌年には後任のD・E・マーシュがベイヤー・ピーコック社から蒸気機関車2両、ディック・カー社からガソリン車2両をそれぞれ購入した。これらの車両は「モーター・トレイン」に適した動力集中方式の小型機関車A1型やD1型と比較されたが、結局いずれのレールカーも冬から夏にかけての利用者数の増減に対応できず成功しなかった。それに対して「モーター・トレイン」は客車の数を調整することで対応が可能だった。結局それ以降も小型機関車がリースされ続け、郊外路線の電化以降も長年にわたり支線で使用され続けた。購入した蒸気式レールカーは1919年に売却され、ガソリン式レールカーはロンドン郊外路線を架空電車線方式で電化する際の作業車として使用された。
鉄道車両やモータートレインの実証試験中、旅客収入を増やすためにアラン・ヴァレー線にはライオンズ・クロッシング停車場やリトルヘイブン停車場などの無人停車場が設置された。

### 貨物列車
設立されてから数十年間、同社における貨物輸送はあまり多くなかった。輸送される商品は農産物や日用品とフランスからのワイン、食料、工業製品などだった。1870年代から少しずつ状況が変わり始め、1880年代には石油、セメント、レンガ、タイル、材木などの新しい工業製品が登場した影響で取扱量が急増した。それに対応するため、貨物用のC2形が55両製造された。
路線網の内側に炭鉱を持たない同社では、他の鉄道会社に比べて機関車用の石炭の支払いが非常に多かった。石炭の多くはグレート・ウェスタン鉄道（GWR）のアクトン貨物駅から貨物列車でブライトン本線のスリー・ブリッジズ駅へ運ばれ、そのから各地へ輸送されていた。なおLB&SCRはこの石炭輸送用に2両の機関車をGWRのウェストボーン・パーク車両基地に保有していた。また1898年にはデットフォード・ワーフを開発して石炭を海から輸送する計画も考えられた。なお、増加した燃料費はペヴェンジーからバラスト用の砂利を販売・輸送することで相殺していた。
ロンドン側の主要な貨物駅はブリックレイヤーズ・アームズ駅内の「ウィロー・ウォーク」にあり、1849年に設置された。またロンドン・チャタム・アンド・ドーバー鉄道（LC&DR）と貨物輸送の協定を結んだ後の1854年には拡張工事が行われ、1865年と1902年にも拡張されている。またバタシーやデトフォード、ニュー・クロスにも貨物駅が存在し、1870年代にはノーウッド・ジャンクション駅の南に操車場が建設され、1880年代に拡張された。ロンドンの外ではブライトン、イーストボーン、ヘイスティングス、リトルハンプトン、ポーツマス、ニューヘブン、シーフォード、スリー・ブリッジズの各駅に貨物スペースが設置されていた。

### 関連事業

#### 港湾船舶事業

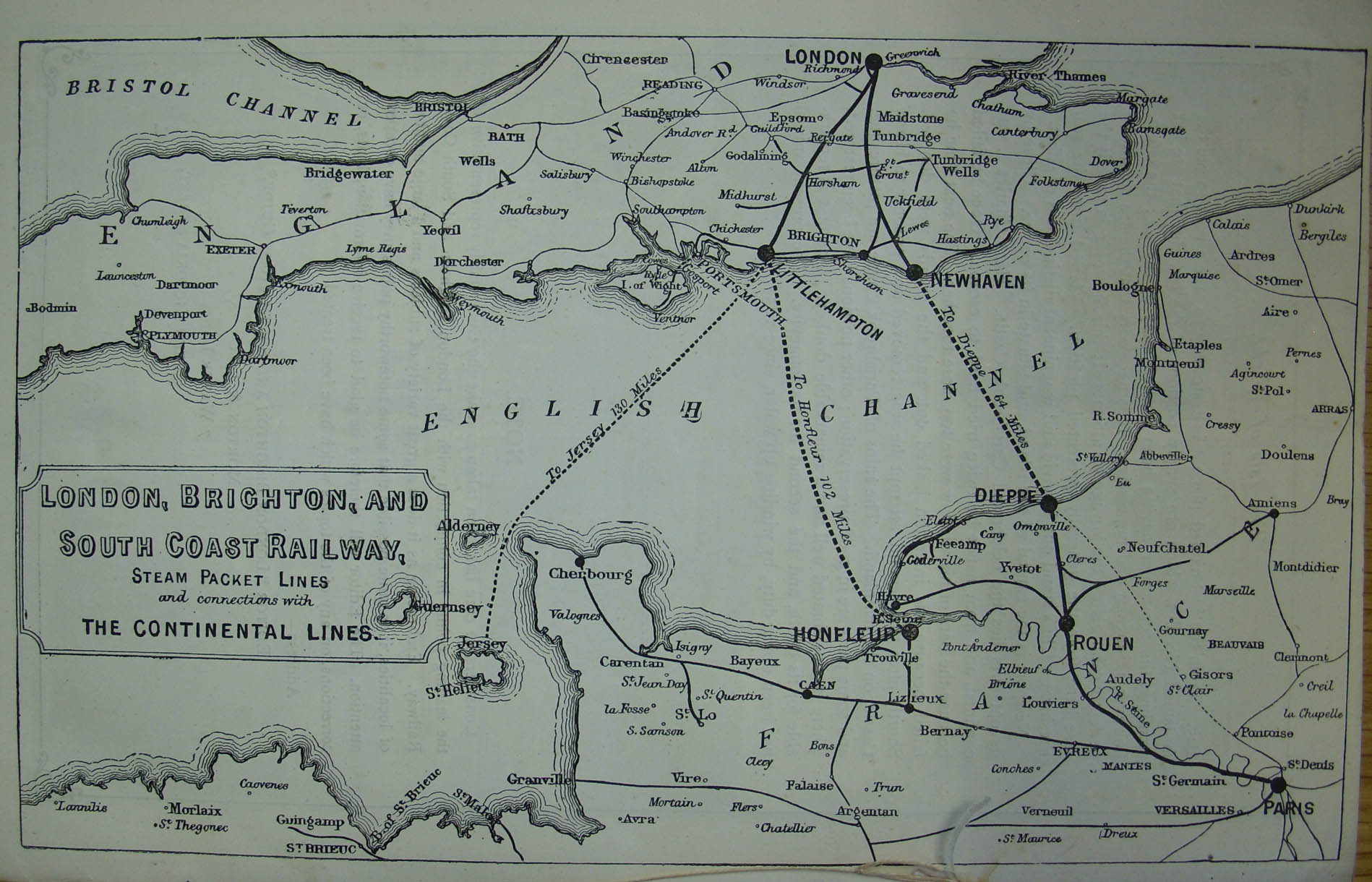
LB&SCRのフェリー航路を示した地図（1888年）

LB&SCRはイギリスのショアハムとフランスのディエップを結ぶ海峡連絡フェリーを運行していた。また1847年にニューヘイブンまで路線が開通するとこの地の港を拡張し、埠頭などを新設した。同年からニューヘイブン - ディエップ間のフェリー路線が開通したが、その後すぐに中止された。その後1850年にはニューヘイブンとジャージーを結ぶフェリー路線が開通したが、1853年にはディエップ線が復活した。
1862年制定の法律により独自の蒸気船を所有・運航する権限を得たLB&SCRは、技師長のフレデリック・バニスターに港とその施設の大幅な拡張を指示した。そして翌年にはフランスの西部鉄道とニューヘイブン - ディエップ間の旅客サービスを共同で運営することに合意した。このサービスは、パリへの「最短かつ安価な」ルートとして宣伝されていたが、競合するドーバー - カレー間のルートよりも海上での所要時間が長いため、決して最短ではなかった。また第一次世界大戦中はニューヘイブン港が軍当局に接収され、フェリーも徴用されていた。
1863年には上記路線の他にジャージー線の発着港をリトルハンプトンに変更し、さらにリトルハンプトンからオンフルールへの路線も開通させた。
また1880年までには、ワイト島のライドとポーツマス港のフェリー・ターミナルを結ぶ路線ができていた。この路線はその後LB&SCRとロンドン・アンド・サウス・ウェスタン鉄道（L&SWR）が運営会社を買収し、共同運行を行なった。
1884年にはワイト島海上輸送会社が、ヘイリング・アイランド支線のラングストン駅からワイト島のセント・ヘレンズまでを結ぶ貨物鉄道フェリー事業を始めた。レール輸送用のキャリアーはスコットランドから移されてきた。この企業も1886年に買収されたが、その2年後には失敗に終わった。
以下は同社が保有した著名な船舶である。
- ブライトン（英語版）
- ブリタニー（英語版）
- ディエップ（英語版）
- メイフラワー（英語版）
- ノルマンディー（英語版）
- ルーアン（英語版）
- ソレント（英語版）
- サセックス

#### ホテル事業
1861年にロンドン・ブリッジとヴィクトリアの2大ターミナル駅にそれぞれホテルを開業させたが、ロンドン・ブリッジ駅のターミナス・ホテルは不調だったため1892年以降は本社として使用され、第二次世界大戦中の1941年に爆撃によって破壊された。またヴィクトリア駅に開業したグロヴナー・ホテルは1901年にリニューアルと拡張工事を施された。また1877年にはブライトン駅隣にあったターミナス・ホテルを買収し、ニューヘイブンでもロンドン・アンド・パリ・ホテルを運営していた。

## 事故および事件
- 1851年
  - 6月6日：イースト・サセックス州ファルマー・バンクにて脱線事故が発生した。原因は線路上の障害物によるものだった[99]。
  - 11月27日：ブライトン駅発の旅客列車がフォード駅（英語版）を出発したばかりの貨物列車に衝突した。原因は旅客列車の信号冒進だった[100]。
- 1853年
  - 3月17日：ブライトン駅にて機関車のボイラーが爆発した[101]。
  - 8月27日：ニュー・クロス（英語版）にて信号の不具合があり、貨物列車が乗客のいない旅客列車に衝突した。これにより機関士1名が死亡した[102]。
- 1854年8月21日：イースト・クロイドン駅（英語版）にて事故があり、3名が死亡し11名が負傷した[103]。
- 1859年10月3日：ファルマーにて機関車のボイラーが爆発する事故があった[104]。
- 1861年8月25日：ウェスト・サセックスにあるクレイトン・トンネルにて信号員のミスによる列車衝突事故が発生。23名が死亡、176人が負傷としうイギリス史上最悪の鉄道事故となった（詳細はクレイトン・トンネル列車衝突事故（英語版）参照）[105]。
- 1863年5月29日：ストリーム・コモン駅（英語版）にて脱線事故が発生。機関士を含む4名が死亡し、59名が負傷した[106]。
- 1869年6月23日：ニュー・クロス・ゲート駅（英語版）にて2本の列車が衝突し、91名が負傷した。原因は運転士の操作ミス、速度超過、警備員のミスが重なっていた[107]。
- 1879年9月27日：ルイス駅にて機関車のボイラーが爆発し、1名が死亡、2名が負傷した[108]。
- 1891年5月1日：ノーウッド・ジャンクションにて鋳鉄製の鉄道橋が列車通過中に崩落し、6名が負傷した（ノーウッド・ジャンクション列車事故（英語版）を参照）[109]。
- 1894年7月23日：午後6時35分ハヴァント駅（英語版）発の列車においてエンジンの横にあった緩急車がファーリントン・ホールト駅（英語版）で脱線し、最初の客車2両が横転した[110]。これによって車両の乗務員1名が死亡し、乗客7名が負傷した。
- 1897年9月1日：ハースフィールド駅（英語版）近くで旅客列車が脱線し、乗客1名が死亡した[111]。
- 1899年12月23日：濃霧の中を走るブライトン行き旅客列車が信号冒進し、キーマー信号場にて前を走っていた別の列車に衝突した。これにより6名が死亡し20名が負傷した[112]。
- 1904年：D1形蒸気機関車に牽引された貨物列車がウェスト・サセックス州コッキング（英語版）で脱線した[111]。
- 1910年1月29日：特急列車の一部が分離し、サリー州ストーツ・ネストで脱線した。原因は連結の不備で、これにより7名が死亡、65名が負傷した[113]。
- 1916年4月3日：旅客列車がクロウバラ・アンド・ジャーヴィス・ブルック駅とバクステッド駅（英語版）の間で脱線した[114]。
- 1918年4月18日：貨物列車の一部が分離し、レッドヒル・トンネル（英語版）内で停止した。その後信号員のミスによって別の貨物列車がトンネル内に進入し、停止していた貨車に追突し脱線。その後さらに3本目の貨物列車も追突した[114]。

## 車両
機関車は蒸気機関車のみを保有し、ディーゼル機関車や電気機関車は有していなかった。また電化後の路線では旅客は電車、貨物は蒸気機関車という使い分けがなされた。1906年と1907年にはガソリン式レールカーが1両ずつ導入されたが、出力不足と低い信頼性のためすぐに廃止された。

### 動力車

#### 蒸気機関車

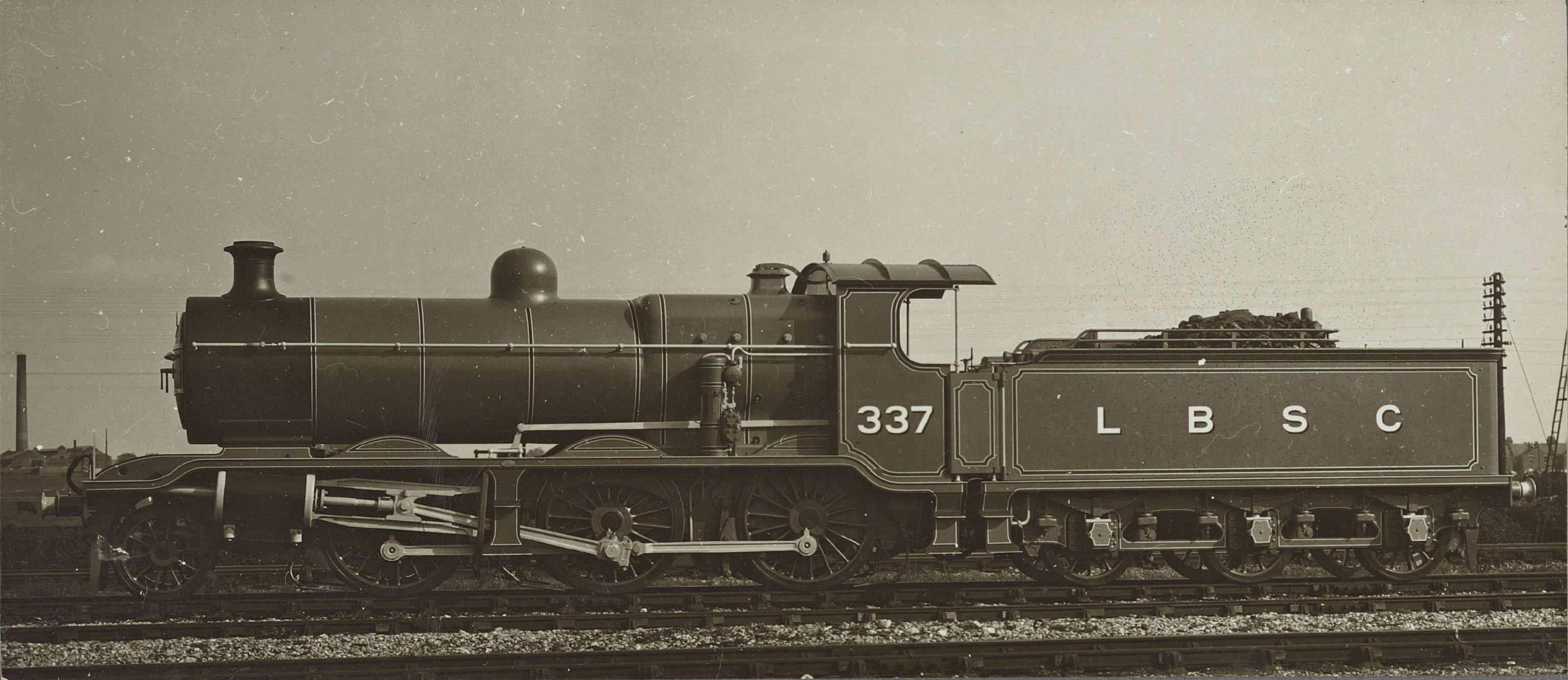
ビリントンが設計したK形。LBSCRの貨客両用機として一定の評価を得た。

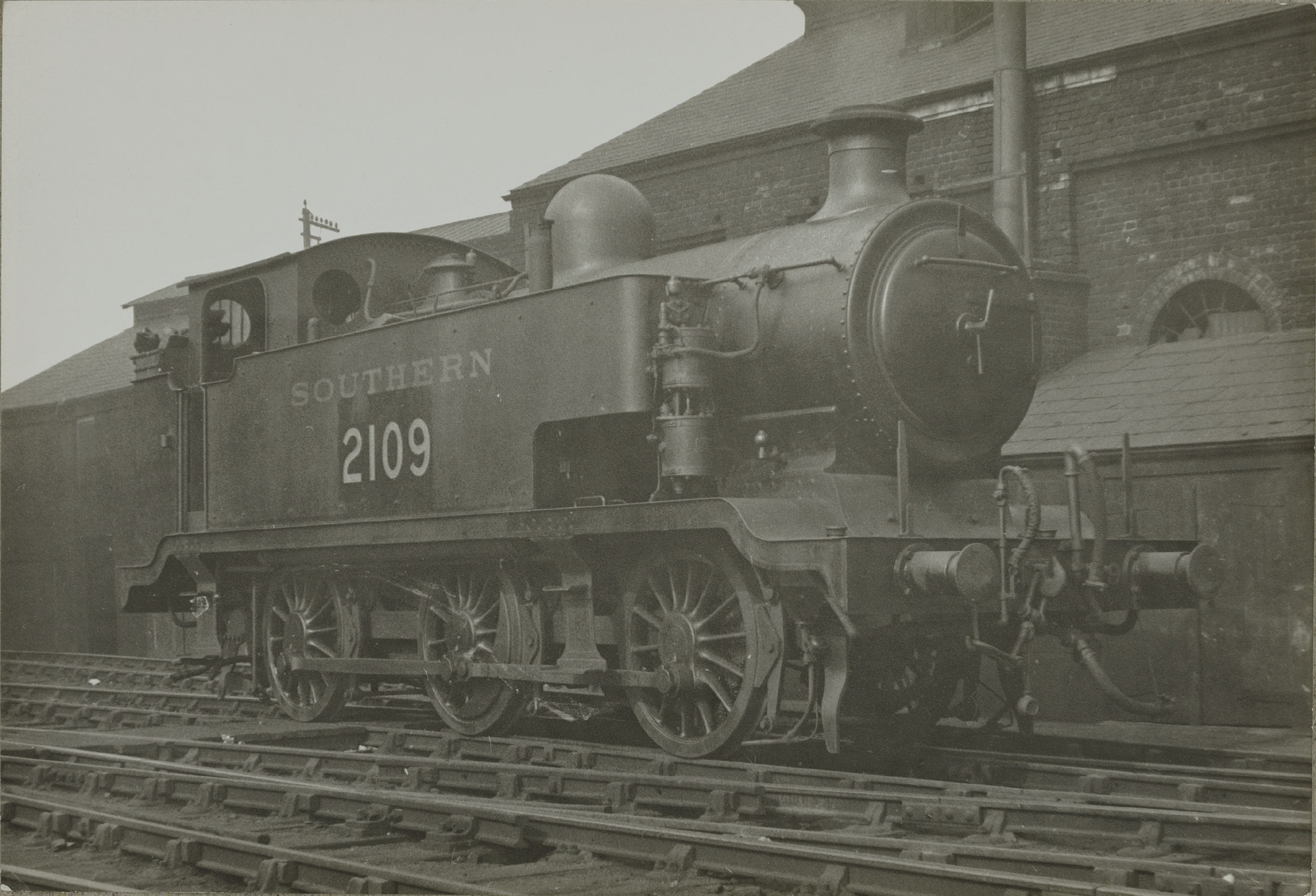
ビリントンが設計したE2形。LBSCRの機関車としては1960年代まで残存した。

設立時にブライトン・クロイドン・アンド・ドーバー合弁委員会から蒸気機関車51両を引き継ぎ、その後合併までに合計1,055両を製造または購入した。これらのうち620両が後継のサザン鉄道へ引き渡された。
1847年に車輪配置2-2-2のジェニー・リンド式蒸気機関車を初めて導入したことで名声を得た。この機関車はデイヴィッド・ジョイが設計し、リーズのE・B・ウィルソン社が製図を行なった機関車で、後に他の鉄道会社でも広く利用された。1847年から69年まで機関車監督を務めたジョン・チェスター・クレイヴンは路線ごとの特性に合わせて機関車を設計する方針をとっていた。しかし1870年にウィリアム・ストラウドリーが後任に就任した際には社内に72種類の機関車が存在しており、絶望的に非経済的だった。
ストラウドリーは1888年までに機関車の形式を12まで減らし、部品の互換性も高めた。また彼は車輪配置0-6-0A1形やE1形、0-4-2のB1形とD1形、2-2-2のG形などの数多くの傑作機関車を導入した。一方で1871年から82年にかけて貨物用に導入された0-6-0のC形やC1形は19世紀末の貨物増加に対して出力不足となってしまった。ストルードリーが導入した機関車は全て6輪で、台車は使用しなかった。これはヴィクトリア駅などの転車台の制限によるものである。また石炭価格の高騰に伴い、復水式蒸気機関車の導入も検討した。
ストラウドリーの後任にはR・J・ビリントンが就任し、1904年に死亡するまで部品の標準化に努めて維持費用を削減した。彼は8輪のデザインを好み、車輪配置4-4-0のB4形や0-4-4Tで郊外用のD3形などを導入した。彼はラジアル・アクスルを装備した車輪配置0-6-2のタンク機関車で大成功を収めたが、貨物用に導入された車輪配置0-6-0のC2形では前任のストルードリー同様に失敗した。
ビリントンの後任にはD・E・マーシュが就任した。彼は前任者と同様に大型機関車の開発を行い、グレート・ノーザン鉄道の機関車を参考にして車輪配置4-4-2の特急用機関車H1形を1905年に開発し、1911年にはスーパーヒーターも取り付けられた。彼は同じ車輪配置のI1形からI4形までを開発したが、成功したのはI3形だけだった。またこれらの開発は国内の機関車技師たちにスーパーヒーターの恩恵を示すことにもなった。その他にも車輪配置4-6-2のタンク機関車J1形や0-6-0のC3形なども開発した。貨物用機関車のC3形は1つ前のC2形よりもさらに性能が劣っていたが、彼はC2形にC3形のボイラーを取り付けたC2X形を開発した。
合併前最後の主任機械技師となったL・B・ビリントンは、1913年に車輪配置2-6-0の強力なK形やE2形、その翌年には車輪配置4-6-4のL形を開発した。彼はこのように素晴らしい業績を残したが、第一次世界大戦の勃発に伴う戦時統合によって解任された。D・L・ブラッドリーは、同社がサザン鉄道に統合される際に「ブライトン線区の需要に適した機関車をバランスよく保有していた。」と評した。
LB&SCRは合併した他の2社よりも余裕のある車両限界を設定していたため、その設計はサザン鉄道にあまり引き継がれなかった。しかし、引き渡された車両は非常に長持ちし、サザン鉄道が1948年に国有化された際、LB&SCRから引き渡された車両の62.8%がまだ利用されていた。そしてこれはL&SWR（57.9%）やSE&CR（56.8%）よりも高い比率だった。

#### 電車
電化区間では電車が利用された。当初は2両の動力車で1両の客車を挟む3両編成が組まれたが、のちに動力車1両と制御車1両の2両編成に変更された。車両開発は路線ごとに行われ、サウス・ロンドン線用のSL形とクリスタル・パレス付近で使用されたCP形が存在する。またクールズドンとウォーリントンを結ぶ路線用に開発されたCW形は合併前に構想が定められ、サザン鉄道で実現した。

### 客車

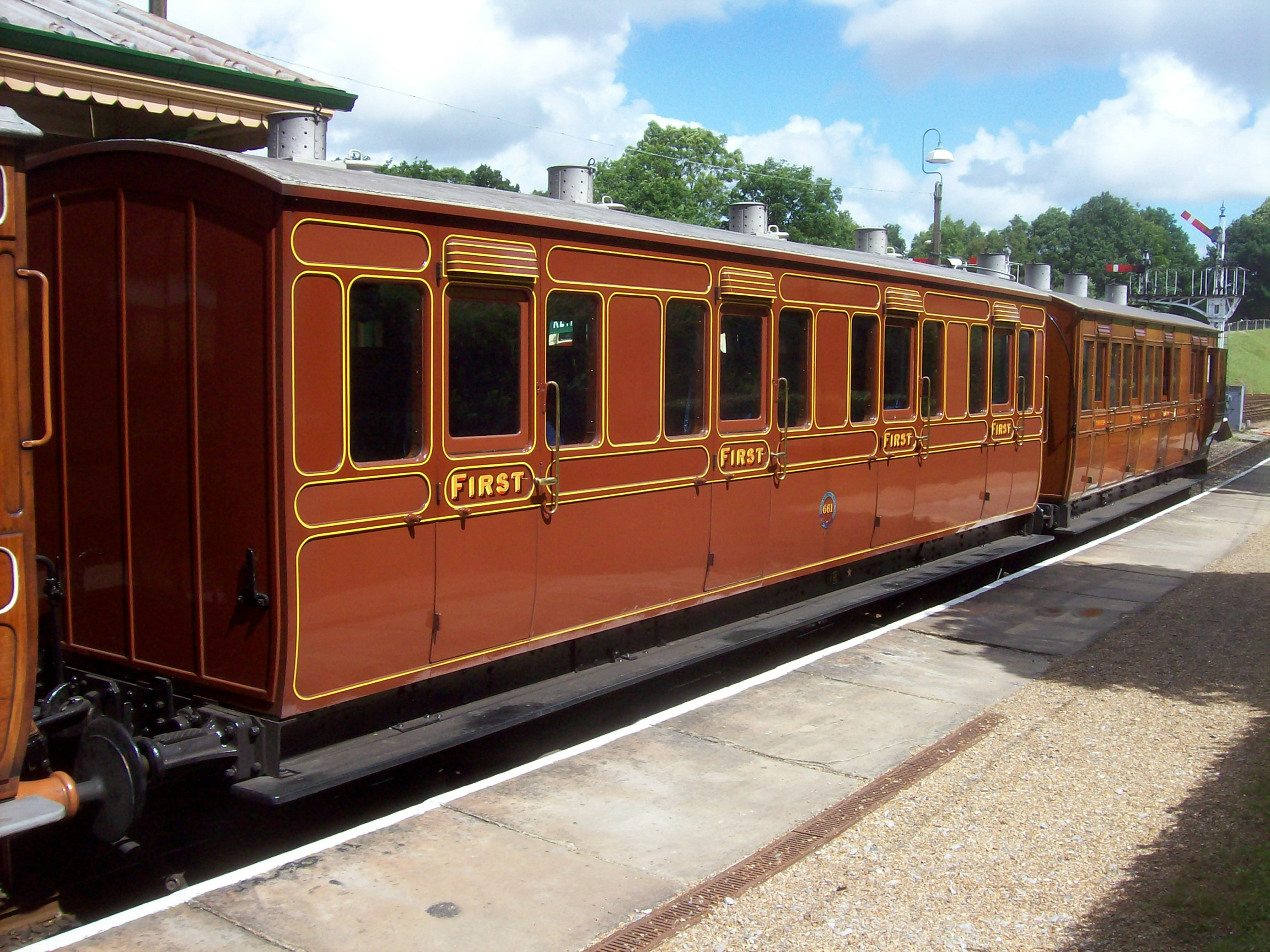
ブルーベル鉄道で保存されているLB&SCR661番客車

機関車監督と客車・貨車監督の仕事は1911年にD・E・マーシュが退任するまで同一人物が行っていた。その結果客車の開発は後回しにされており、1860年代半ばになっても古い三等客車を製造していた。ストラウドリーは4輪や6輪の客車を開発し、これが40年近く利用され続けた。また死の直前の1889年には特急列車用に複数のボギー車を導入しており、その他にもダイナモ駆動の電気照明や客車用の通信コードを開発している。LB&SCRは特急車両に食堂車を付属させていた。
1898年にアルバート・パンターが客車・貨車部長に就任すると、1905年には台車付きの客車を本線系統に導入した。しかし、郊外部の列車には頑丈な木製緩衝器が付けられた6輪の「ブロック・トレイン」が10両または12両編成で連結されて運行されており、これらは合併後も使用され続けた。一方で20世紀初めには「バルーン客車」や電気客車などの発展形も登場していた。
16両の客車が現存しており、ブルーベル鉄道やワイト島蒸気鉄道に保存されている。

### 塗装
1870年以降のLB&SCRは、機関車や客車の魅力、田舎の駅の状態の良さで有名となり、「ノース・ウェスタン鉄道でさえ、ブライトン本線の特急や郊外列車よりもスマートな外観の列車を製造していない」と言われた。
1846年から1870年まで、旅客用機関車は黒いラインの入ったハンター・グリーンで塗装されており、フレームは赤、車輪は黒だった。またバッファー・ビームは規定の「シグナル・レッド」に塗装されていた。貨物用機関車は黒地に赤と白のラインが入った塗装だったが、ブライトンやロンドン・ブリッジに乗り入れる機関車は旅客用と同じ色が塗られていた。一部の機関車では、ボイラーに木の板を張っていた。これは、マホガニー材を磨き上げて真鍮で固定したものや、深緑色と朱色の縞模様を交互に描いたものなどがあった。また使われていた緑の色は、徐々に濃くなっており、ストラウドリーが機関車監督に就任した頃には、他社でも使用されているブランズウィック・グリーンのような色になっていた。客車はシーグリーンに塗られたものと、木製のニスが塗られたものがあり、後者は主に一等車のものだった。

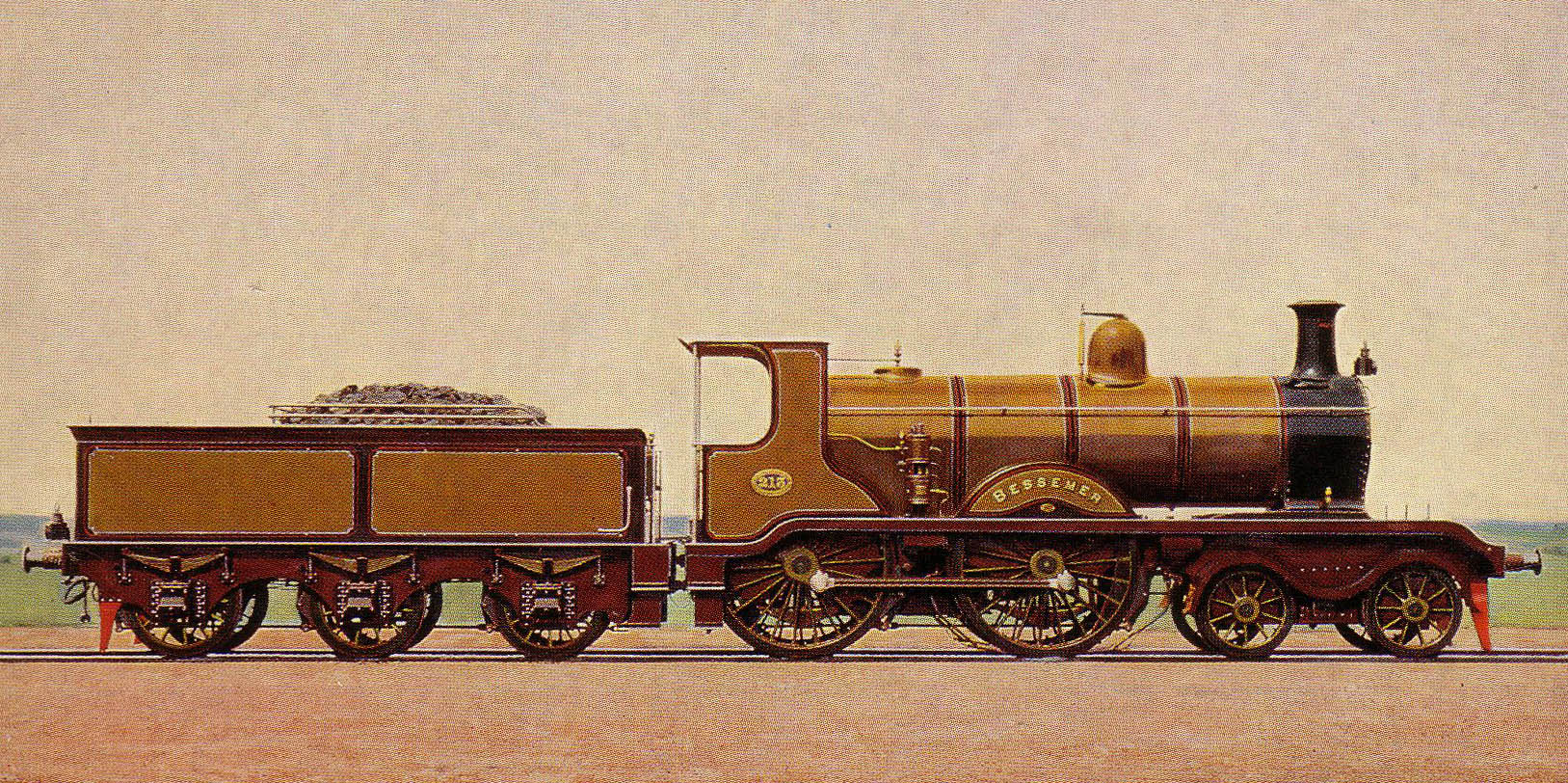
「インプルーブド・エンジン・グリーン」で塗装されたB2形213番機関車

1870年から1905年まではストラウドリーによる「インプルーブド・エンジン・グリーン」という塗装がなされた。これは彼が以前勤めていたハイランド鉄道で使われていたものと似た黄土色の塗装である。旅客用の機関車はこれに加えて黒、赤、白の縁取りがなされたオリーブ色が縁に塗られていた。さらにフレームと緩衝器は朱色で塗られ、黄色と黒で縁取りがされていた。また屋根部分は白く塗られていた。貨物用機関車は1870年以前の塗装とよく似た黒い縁のついたオリーブ色で塗られていた。またウェスティングハウス社製のブレーキが付いている場合、黒の縁取りに赤のラインが入っていた。名前のある機関車は、タンク機関車ではタンク側面に、テンダー機関車ではホイールスプラッシャーに金箔で名前が書かれていた。文字は赤い細い線で縁取られ、黒の陰影で深みを出している。このカラーリングは、イギリスの機関車の中でも最も華麗で個性的なもので、懐かしさを感じさせる。客車はすべてマホガニー色で、屋根は白く、シャシーは黒で統一されていた。当初はボディの木部にニスを塗っていたが、高品質のニスを維持するのが難しくなったため同色の「塗料」で塗装された。また、パネルの裏地などの細部には金箔が貼られている。
1905年に塗装が変更され、第一線で活躍した急行用機関車には濃いアンバー色（茶色）に黒と金のラインが入った塗装が施された。運転台の屋根は白のままで、フレームは黒、車輪はアンバー、バッファビームはシグナルレッドに戻された。テンダー側面またはタンク側面には、社名のイニシャル（当初は「L.B.&S.C.R.」だったが、1911年以降はアンパサンドとRが削除された）が金色で描かれていた。下級の旅客機関車も同じカラーリングだったが、金色の線の代わりにクロムイエローが使われた。貨物用機関車は、光沢のある黒に朱色の二重のライニングが施されていた。名前と番号は、白文字に赤の陰影がついていた。客車は当初、オリーブグリーンの車体に白のライニングとディテールが施されていたが、1911年からはアンバー色に黒文字と金色の陰影をつけたものに変更された。
以下は上記の塗装例である。
- ハンター・グリーン（1846年 - 1870年の旅客機関車）
- シー・グリーン（1846年 - 1870年の客車）
- インプルーブド・エンジン・グリーン[132] （1870年 - 1905年の機関車）
- マホガニー・ブラウン（1870年 - 1905年の客車）
- ダーク・アンバー（1905年以降の急行用機関車、1911年以降の客車）
- オリーブ・グリーン（1905年 - 1911年の客車）

## 設備
LB&SCRは以下のような鉄道設備を引き継いでいた。
- 橋梁：ウーズ・ヴァレー高架橋（英語版）、ロンドン・ロード高架橋
- トンネル：マースタム（英語版）、バルコム（英語版）、ヘイワーズ・ヒース（英語版）、クレイトン、パッチャム
- 駅舎：デイヴィッド・モカッタ設計の駅舎群（ブライトン駅、クロイドン駅（英語版）、レッドヒル・アンド・リーゲート駅、スリー・ブリッジズ駅（英語版）、ハソックス駅）

### 信号設備

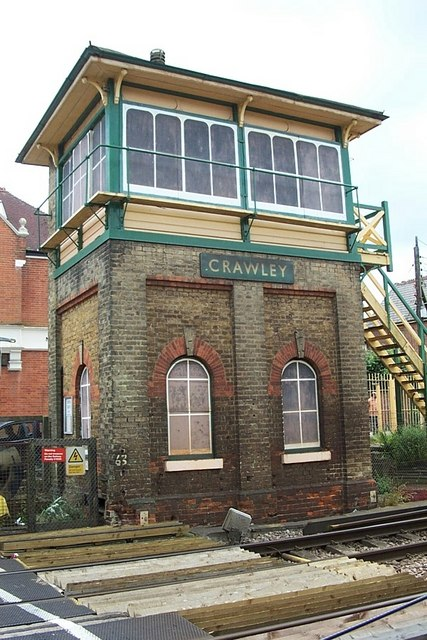
1877年に設置されたクローリー駅の信号扱所

最初はホーム内で腕木式信号機、ホーム以外では「ダブル・ディスク信号」を使用していたが、1872年以降は全ての場所で腕木式信号を使用した。また1844年までには原始的な連動装置を使い始めていた。
1856年には従業員のジョン・サクスビーがポイントと信号を手動で連動させる連動装置の特許を取得し、ブリックレイヤーズ・アームズ駅で初めて使用された。彼は1860年にヘイワーズ・ヒース近くのキーマー・ジャンクションに最初の完全な連動装置を設置し、そこに小さな作業場を作って個人的な仕事を請け負った。そして会社を辞めて1862年には自身の会社「サクスビー・アンド・ファーマー社」を設立した。それ以降、1880年ごろまでLB&SCRはほぼ全ての信号設備をこの会社に委託していた。
同社のブリックレイヤーズ・アームズ信号場とブライトン信号場にある信号扱所は世界初のものである。1880年以降は自作の装置や請負業者が製作した装置を使用し、徐々に独自の信号扱システムを開発していった。1875年に簡易型連動装置であるアネット・キーを発明したJ.E.アネットは、LB&SCRの元従業員であった。
1898年から10年かけてヴィクトリア駅の現代化工事が行われた際にはウィリアム・ロバート・サイクスが開発した電気方式を採用し、より信号扱所の小型化に成功した。

### 駅
LB&SCRは前身から受け継いだものを含め20のターミナル駅を有していた。中でも特に有名なものはロンドン・ブリッジ、ヴィクトリア、ブライトン、ポーツマス・ハーバー、イーストボーンの5駅である。そのほか、主要乗り換え駅としてクラパム・ジャンクション、イースト・クロイドン、スリー・ブリッジズ、ホーシャム、ルイスなどがある。
モカッタが設計した駅舎はその後1850年代から60年代にかけて主任技師のR・ジェイコム＝フッドやフレデリック・バニスターによって更新された。バニスターはイタリア風建築を好んでいたため、1880年代に更新されたブルーベル線やカックー線の駅舎には豪華な装飾が施された。また実際の設計を行なったのはバニスターの義理の息子であるトーマス・マイヤーズである。

### 車両工場・操車場
LB&SCRは1840年にブライトン鉄道工場を設立し、1852年から1957年までに1200両以上の蒸気機関車、ディーゼル機関車、電気機関車を製造した。またロンドンのニュー・クロス車庫とバタシー・パーク車庫にそれぞれ簡単な修理施設を設けていた。
20世紀初めにはブライトン工場が手狭になったため、ランシング車両工場を新設して客車と貨車の製造を担当させた。ランシング工場は1965年まで稼働していた。また客船事業の整備工場は1870年代半ばにニューヘイブンに設立された。
また蒸気機関車の車庫はバタシー・パーク、ブライトン、ボグナー、クールズドン、クロイドン、イーストボーン、エプソム、フラットン、ホーシャム、リトルハンプトン、ミッドハースト、ニュー・クロス、ニューヘイブン、セント・レナーズ、スリー・ブリッジズ、タンブリッジ・ウェルズ・ウェストにそれぞれ設けられた。
本社は会社設立から1892年まではブライトン駅にあったが、同年にロンドン・ブリッジ駅の「ターミナス・ホテル」へ移転した。

## 著名な人々

### 会長
- チャールズ・グレンフェル（1846年〜1848年）
- サミュエル・レイング（英語版）（1848年〜1855年）
- レオ・シュスター（英語版）（1856年〜1866年）
- ピーター・ローリー（1866年〜1867年）
- ウォルター・バートロット卿（1867年4月〜7月）
- サミュエル・レイング（1867年〜1896年）
- コッテスロー男爵（1896年〜1908年）
- ベスバラ伯爵（1908年〜1920年）、在職中に死去。
- チャールズ・C・マクレー（1920年〜1922年）
- ジェラルド・ローダー（1922年12月〜合併まで）

### 取締役
- フィリップ・カーデュー（英語版）[140]
- ダドリー・ドッカー（英語版）
- ジュリアン・ゴールズミッド（英語版）
- ヘンリー・ネヴィル（英語版）[140]
- スペンサー・ウォルポール（英語版）

### ゼネラル・マネージャー
- ジョン・ピーク・ナイト（英語版）（1870年〜1886年）
- アレン・サール卿（1886年〜1897年）
- ジョン・フランシス・サイクス・グッデイ（1897年〜1899年）
- ウィリアム・フォーブス（1899年〜合併まで）

### 主任技師長
- ロバート・ジェイコム＝フッド（1846年〜1860年）
- フレデリック・バニスター（英語版）（1860年〜1895年）
- チャールズ・ランブリッジ・モーガン（英語版）（1895年〜1917年）
- J・B・ボール（1917年〜1920年）
- O・G・C・ドルーリー（1920年〜合併まで）

### 機関車技師長
- ジョン・グレイ（英語版）（1846年〜1847年）
- トーマス・カートリー（1847年2月〜11月）、在職中に死亡。
- ジョン・チェスター・クレイヴン（英語版）（1847年〜1870年）
- ウィリアム・ストラウドリー（英語版）（1970年〜1889年）、在職中に死亡。
- R・J・ビリントン（英語版）（1890年〜1904年）、在職中に死亡。
- D・E・マーシュ（英語版）（1905年〜1911年）
- L・B・ビリントン（英語版）（1912年〜合併まで）